# Mariage du diadoque Paul de Grèce et de la princesse Frederika de Hanovre
Vous lisez un « bon article » labellisé en 2025.
Le mariage du diadoque Paul de Grèce et de la princesse Frederika de Hanovre se déroule le 9 janvier 1938, à Athènes, en Grèce. Bien qu'il s'agisse d'un mariage alliant considérations sentimentales et dynastiques, cette union est loin de faire l'unanimité, tant en Grèce qu'à l'étranger.
Le diadoque Paul de Grèce, frère et héritier du roi Georges II, fait connaissance avec la princesse Frederika de Hanovre, fille du dernier duc de Brunswick, en 1927. La relation du couple commence cependant beaucoup plus tardivement, au cours de l'année 1935. Elle aboutit aux fiançailles officielles des deux jeunes gens le 28 septembre 1937.
Ce projet matrimonial déclenche l'émotion des chancelleries étrangères, qui redoutent qu'en s'unissant avec une princesse allemande, le diadoque ne devienne une marionnette de l'Allemagne nazie. En Grèce même, l'annonce des fiançailles princières ne soulève guère l'enthousiasme de la population, qui critique le choix de Paul de ne pas épouser une jeune Grecque. Elle provoque, en outre, une importante polémique quant aux dépenses liées à l'organisation des noces.
L'union de Paul et de Frederika, qui se déroule dans la capitale grecque, donne lieu à deux cérémonies religieuses : l'une orthodoxe dans la cathédrale de l'Annonciation et l'autre luthérienne dans la chapelle du palais royal. Celles-ci sont suivies d'un déjeuner, servi à une petite soixantaine de représentants de familles royales européennes venus assister aux épousailles.
Après leur mariage, Paul et Frederika s'installent au palais de Psychikó, dans la banlieue d'Athènes. Frederika y met au monde ses deux premiers enfants : Sophie, en 1938, et Constantin, en 1940. Par la suite, la famille s'élargit encore avec l'arrivée d'Irène, née en 1942 lors de l'exil de la famille royale en Afrique du Sud, durant la Seconde Guerre mondiale.

## Rencontre et fiançailles de Paul et Frederika

### Premières rencontres

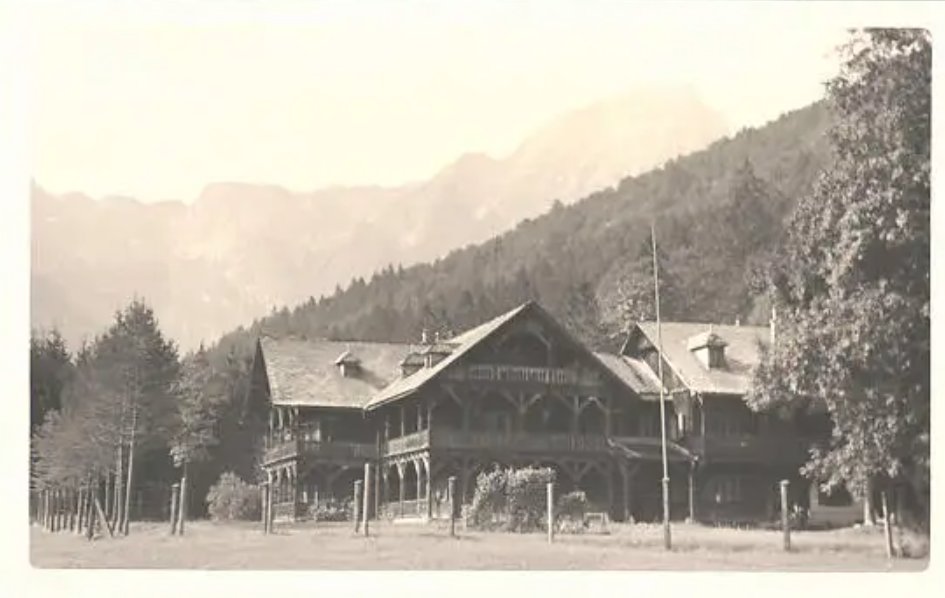
Le pavillon de chasse d'Hubertihaus, où Paul et Frederika se sont rencontrés pour la première fois.

Le roi Georges II de Grèce n'ayant pas eu d'enfant et la maison de Glücksbourg ne comptant plus guère de princes susceptibles d'assurer la pérennité de la famille royale, il devient capital, après la restauration de la monarchie en 1935, que le dernier frère du souverain, le diadoque Paul, contracte une union dynastique pour donner à son pays un héritier,. Mais le diadoque, déjà trentenaire, passe alors pour un original, plus intéressé par le tennis et l'archéologie, qu'il pratique en amateur depuis quelques années, que par les jeunes filles. Certaines rumeurs évoquent même l'homosexualité du prince,.
Quelques années auparavant, Paul a pourtant demandé la main de sa cousine, la princesse Nina de Russie, fille du grand-duc Georges Mikhaïlovitch et de la princesse Marie de Grèce. Cependant, la jeune femme a poliment rejeté sa proposition pour épouser un prince géorgien en 1922,. Le diadoque a ensuite fait la connaissance d'une jeune Anglaise, dont il est tombé amoureux. Sa nouvelle compagne n'appartenant pas à l'univers des familles royales, Paul a dû mettre un terme à sa relation, notamment sous la pression de sa mère, la reine Sophie, abandonnant pour longtemps toute idée de mariage,.
Paul fait la connaissance de sa future épouse en 1927, à l'occasion d'une visite familiale à Hubertihaus, en Autriche,,. À l'époque, Frederika de Hanovre a 10 ans, et elle appelle le diadoque, qui en a 26, « mon oncle ». Facétieuse, l'enfant s'amuse alors à taquiner le prince hellène en diffusant sans cesse du jazz dans la maison parce qu'elle sait qu'il déteste ce genre de musique. Paul et Frederika se retrouvent ensuite à Londres à l'occasion du mariage, en 1934, de Marina de Grèce avec le duc de Kent, mais le diadoque ne semble alors guère s'intéresser à la princesse,. La même année, Adolf Hitler envoie Joachim von Ribbentrop auprès du duc et de la duchesse de Brunswick pour leur demander de favoriser une réconciliation avec le Royaume-Uni en unissant Frederika avec le prince de Galles (futur Édouard VIII). Les parents de la princesse font toutefois savoir au Führer qu'ils trouvent l'héritier du trône britannique trop âgé et qu'ils n'ont pas l'intention de forcer leur fille à épouser qui que ce soit. Vers la même époque, une autre combinaison matrimoniale, liant Frederika au prince Pierre de Grèce, semble avoir été imaginée par le prince Georges de Grèce, sans succès,.

### Des fiançailles compliquées

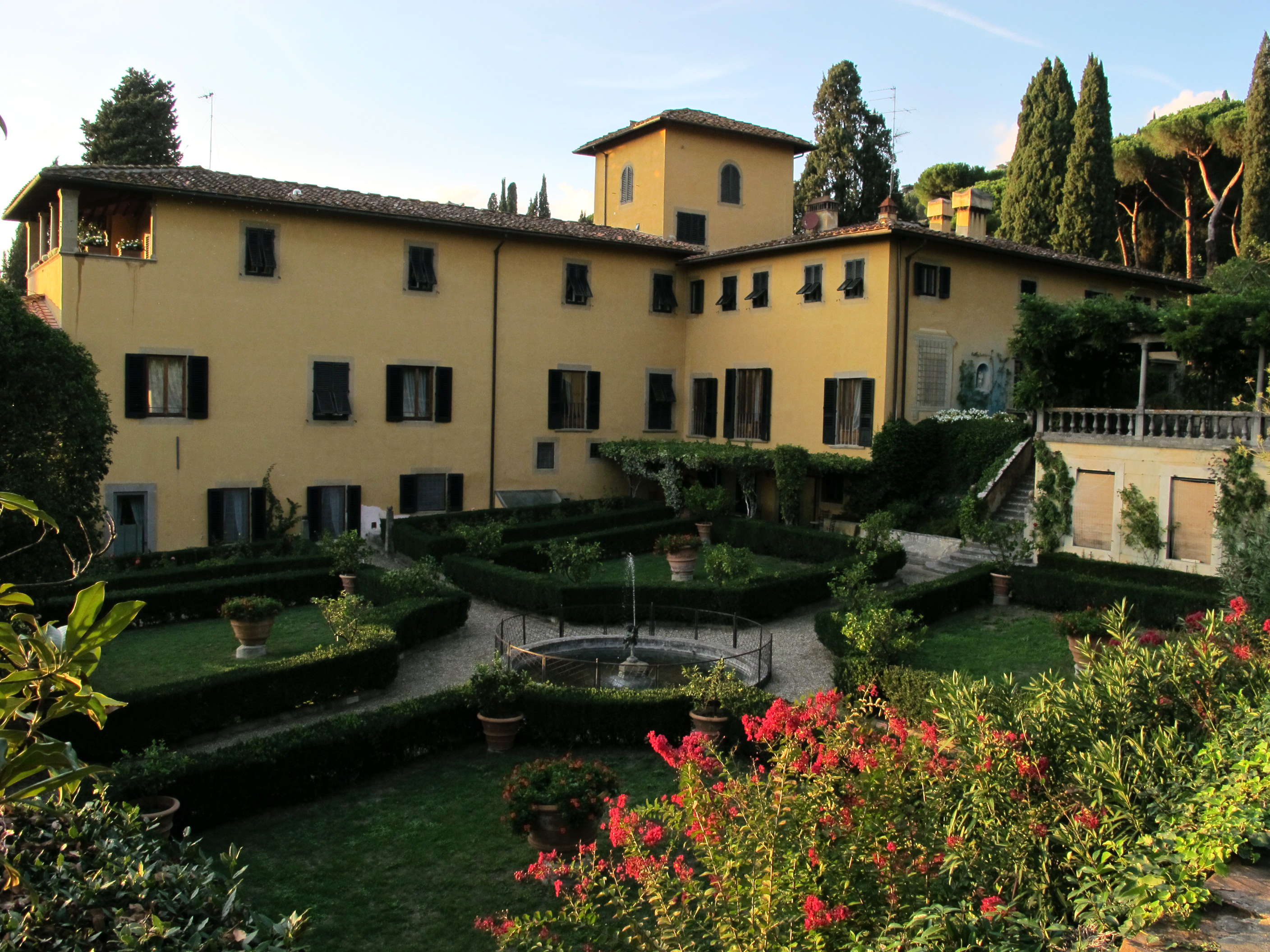
La villa Sparta, résidence florentine des sœurs du diadoque.

Ce n'est finalement qu'en 1935 que le diadoque Paul et la princesse Frederika débutent véritablement leur relation. Cette année-là, Frederika se rend à Florence, en Italie, afin d'y étudier au Collège américain. Dans la cité du Lys, la princesse retrouve Paul, qui séjourne avec ses sœurs, à la villa Sparta. Paul et Frederika effectuent alors de longues promenades ensemble et ils ne tardent pas à tomber amoureux,. À sa biographe Inge Santner, Frederika raconte plus tard avoir ressenti « un authentique coup de foudre » pour le prince hellène. Pour Stelio Hourmouzios, cependant, la princesse de Hanovre n'est pas aussi certaine de ses sentiments que le diadoque, à ce moment.
Tandis que les sœurs du diadoque (Hélène, Irène et Catherine) font leur possible afin de favoriser leur relation naissante, l'héritier du trône prend la décision d'écrire aux parents de la princesse hanovrienne afin de leur demander la main de leur fille. Cependant, la différence d'âge (seize ans) rebute la famille de Frederika et le duc de Brunswick refuse tout d'abord de donner son accord au mariage,, demandant à Paul d'attendre deux ans. Pour le diadoque, c'est là une grande déception, mais il ne renonce pas à son projet matrimonial pour autant.
Paul profite ensuite de son voyage en Allemagne à l'occasion des Jeux olympiques de Berlin, en 1936, pour retrouver Frederika. D'après Stelio Hourmouzios, il demande alors la jeune fille en mariage, mais celle-ci n'est toujours pas sûre de ses sentiments, et elle refuse. L'année suivante, Paul se rend à la Königinvilla de Gmunden pour retrouver la jeune fille et sa famille. D'après l'historien Ricardo Mateos Sáinz de Medrano, les deux jeunes gens se fiancent alors. C'est également à ce moment qu'un article de la version grecque du magazine ¡Hola! situe l'engagement des deux amoureux. La revue précise d'ailleurs que Paul offre alors un bracelet de saphirs à Frederika. Pour Stelio Hourmouzios, cependant, la situation est moins claire, du fait de divergences philosophiques entre les deux jeunes gens. D'après Bertrand Meyer-Stabley et Suzanne Varga, l'engagement définitif se fait le 18 avril 1937, à l'occasion du 20e anniversaire de la princesse,. Pour Stelio Hourmouzios, en revanche, le diadoque n'obtient une réponse positive à sa demande que lors d'un nouveau séjour à Gmunden, le 27 septembre suivant. Quant à John Van der Kiste, il évoque simplement un engagement en septembre 1937.
Quoi qu'il en soit, le Premier ministre grec Ioánnis Metaxás est informé des fiançailles de Paul et de Frederika le 27 septembre 1937 et celles-ci sont annoncées officiellement par la presse le lendemain,.

## Tractations politiques et religieuses

### Un projet de mariage qui divise

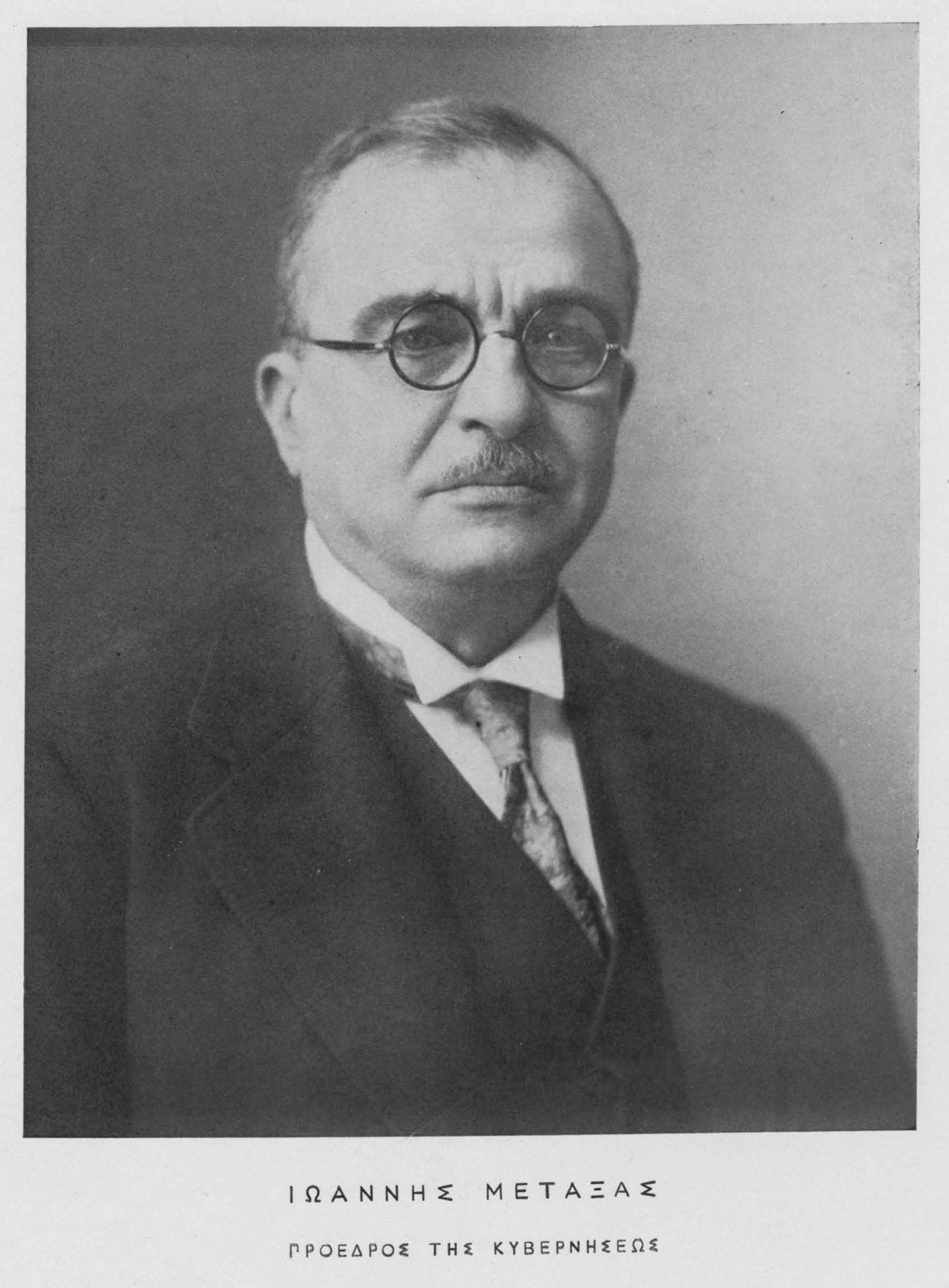
Le dictateur Ioánnis Metaxás (en 1937).

Dans le royaume de Grèce comme à l'étranger, les fiançailles du diadoque Paul avec une princesse allemande divisent. Malgré le respect que lui vouent les Grecs pour ses qualités personnelles et son caractère affable, Paul ne suscite guère l'engouement des foules. Depuis l'instauration de la dictature en 1936 par Ioánnis Metaxás, avec le consentement de Georges II, la famille royale subit le mécontentement croissant de la population. En outre, les difficultés économiques que connaît la Grèce, depuis le déclenchement de la Grande Dépression de 1929, font craindre le coût d'un mariage princier. Dans ces conditions, de nombreuses voix s'élèvent à l'idée que le contribuable doive financer des festivités fastueuses, d'autant que Paul ne possède pas encore de résidence personnelle et que ses noces ouvrent donc la perspective de nouvelles dépenses publiques,,.
Outre les préoccupations financières, c'est le choix d'une jeune Allemande qui inquiète le plus les Grecs et les chancelleries. Les Glücksbourg étant d'origine germano-danoise, ils sont toujours perçus comme une dynastie étrangère par une partie de la population hellène. Dans le pays, nombreux sont donc ceux qui auraient préféré voir l'héritier du trône épouser une de leurs compatriotes. Néanmoins, la nationalité de Frederika et ses liens de parenté avec le kaiser Guillaume II rappellent surtout au peuple et aux gouvernements alliés la période de la Première Guerre mondiale. Ils ravivent par ailleurs la légende noire entourant la figure de la reine Sophie, accusée d'avoir poussé le roi Constantin Ier vers les puissances centrales durant la Grande Guerre. Or, le diadoque Paul est considéré par les diplomates étrangers comme une personnalité influençable, qui pourrait facilement être manipulée par sa future épouse,,.
Cependant, tout le monde ne désapprouve pas le choix de Paul, qui a entrepris ses démarches auprès de Frederika avec l'accord du roi Georges II. Le 4 janvier 1938, ce dernier donne officiellement son approbation au mariage en émettant le décret qui suit :

« vu la loi du 29 mai 1937, sur la Famille royale et la Régence, nous daignons accorder notre agrément à la conclusion du mariage de Son Altesse Royale, notre très cher Frère et Héritier du trône hellénique, prince Paul, avec Son Altesse Royale, la princesse Frédérique-Louise-Thyra-Victoria-Marguerite-Sophie-Olga-Cécile-Isabelle-Christa, fille de Son Altesse Royale le Duc Ernest-Auguste-Christian-Georges de Brunswick et de Lunebourg, Prince Royal de Grande-Bretagne et d'Irlande, chef de la Maison de Hanovre et de Son Altesse Royale Victoria-Louise, Princesse de Prusse. »

### Tentatives d'instrumentalisation du mariage par Hitler

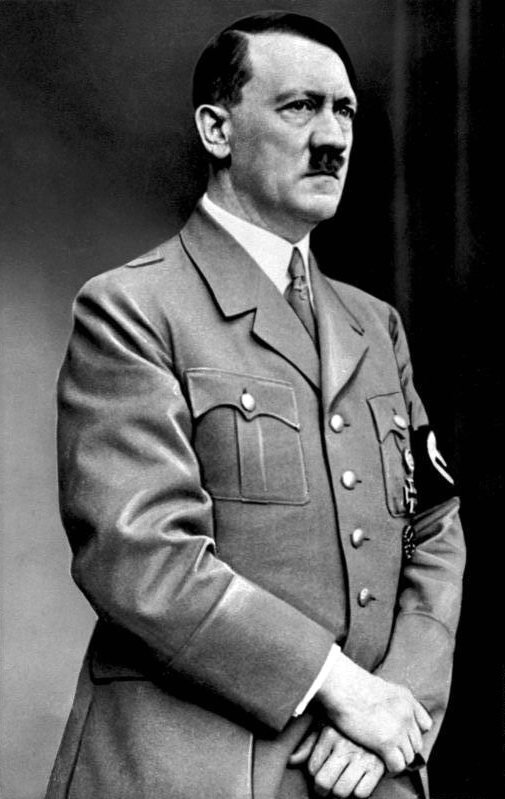
L'ombre d'Adolf Hitler (ici en 1937) plane sur le mariage de Paul et Frederika.

Depuis Berlin, Adolf Hitler souhaite profiter de l'union de Frederika et de Paul pour imposer son influence au royaume hellène. De son côté, le général Metaxás, dont les relations avec le diadoque sont difficiles, se réjouit de ce mariage susceptible de renforcer les liens de son pays et de son régime avec l'Allemagne nazie.
Le Führer cherche ainsi à instrumentaliser le mariage pour les besoins de sa propagande en imposant la présence du drapeau et de l'hymne nazis durant les festivités,. Désireux d'empêcher la présence de croix gammées durant le mariage, le diadoque Paul envisage au contraire de hisser la bannière de l'ancien royaume de Hanovre dans les rues d'Athènes. Toutefois, la future mariée s'oppose à ce projet, par crainte de mécontenter Hitler et d'attirer ainsi les foudres des nazis sur ses parents. De fait, les autorités allemandes interdisent formellement le déploiement d'étendards régionaux à l'étranger,. Il n'en reste pas moins que le duc de Brunswick fait savoir au Führer que, n'étant plus un prince régnant, il ne peut exiger de l'État grec la présence de symboles allemands lors du mariage de sa fille,.
Georges II, connu pour son anglophilie, cherche quant à lui à faire oublier les origines germaniques de sa future belle-sœur. La jeune femme étant alors 34e dans l'ordre de succession au trône britannique, le souverain entend mettre en avant ses racines anglaises. Afin de satisfaire le roi des Hellènes et de souligner leur appartenance à la dynastie britannique, les Hanovre demandent alors ostensiblement au roi George VI l'autorisation d'unir leur fille à un prince orthodoxe,. Le 26 décembre 1937,, le souverain britannique donne officiellement son consentement au mariage lors d'une réunion de son Conseil privé, au château de Sandringham, en présence de quelques témoins, parmi lesquels le duc de Gloucester et le duc de Kent.
Ainsi, l'historien Jean des Cars souligne l'éclectisme diplomatique qui règne en Grèce à l'occasion du mariage princier. Évoquant « l'équilibre fragile » entre la dictature de Metaxás et la Couronne, il relève que, d'un côté, « l'Allemagne et l'Italie sont les modèles à suivre, et, en même temps, une orientation anglophile est maintenue ».

### Tractations religieuses

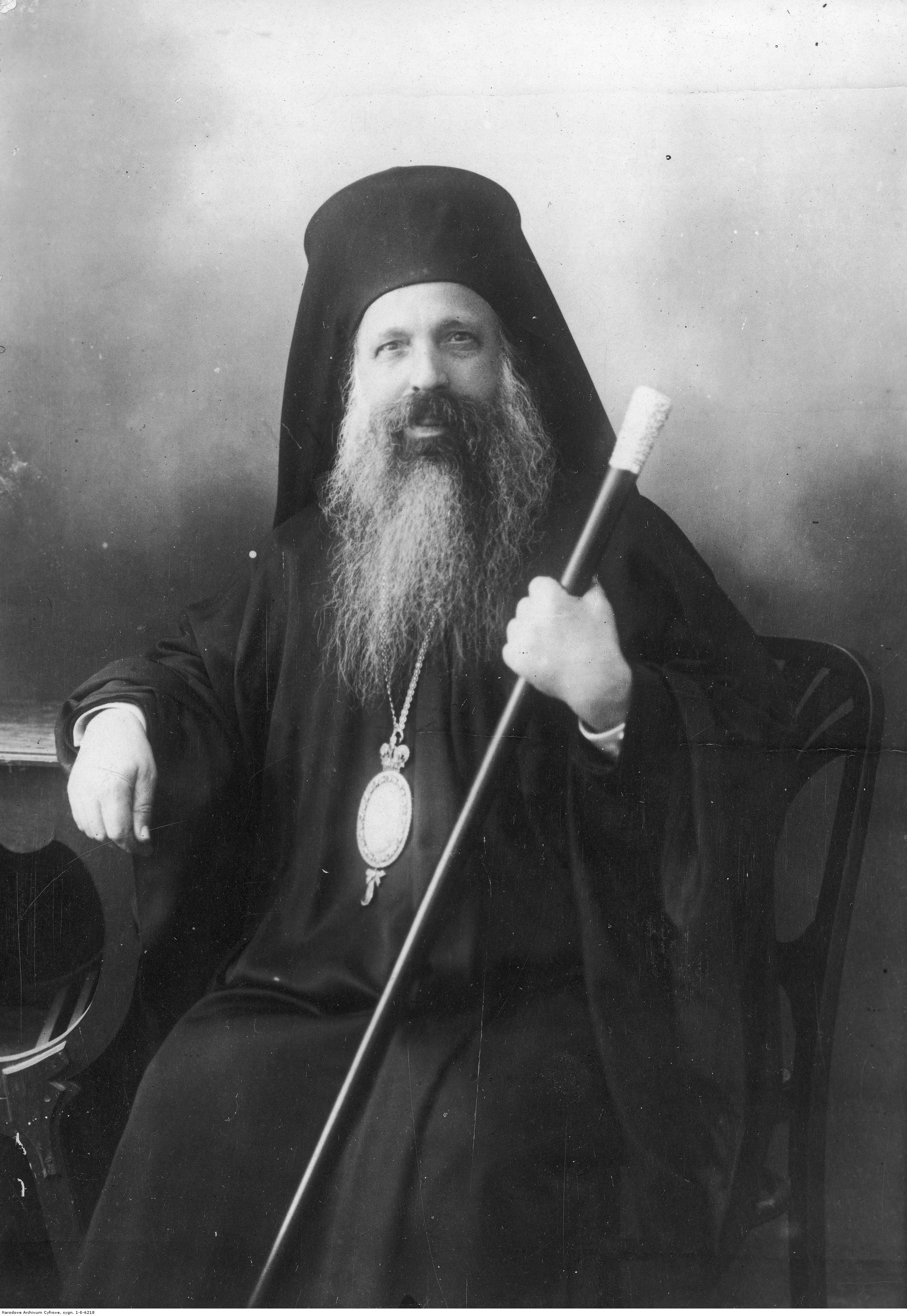
(ici en 1920), archevêque-primat de l'Église grecque.

La princesse Frederika de Hanovre n'est pas encore arrivée en Grèce que de nouvelles polémiques éclatent à son sujet. Aucune sainte orthodoxe n'ayant alors porté son prénom, l'Église nationale lui demande d'adopter un nom plus conforme à la culture et à la religion de son nouveau pays, comme Olga, Sophie, ou Marguerite. Toutefois, la jeune femme refuse catégoriquement de se plier à la requête du Saint-Synode parce qu'elle considère que son prénom fait partie intégrante de son identité. Face à la détermination de Frederika, l'Église doit finalement renoncer à sa demande,.
Par ailleurs, bien que la journaliste espagnole Carmen Enríquez prétende que Frederika accepte sans difficulté d'abandonner sa foi luthérienne afin d'embrasser la religion de son pays d'adoption, les historiens de la famille royale de Grèce ne vont pas dans le même sens. Ricardo Mateos Sáinz de Medrano indique ainsi que la princesse ne décide de se convertir à l'orthodoxie qu'en 1946. Stelio Hourmouzios précise, quant à lui, que la princesse change de religion le 20 octobre 1946.

## Préparatifs du mariage

### Questions financières
La presse grecque estime le coût de l'organisation du mariage princier à 1 455 000 drachmes. À cette somme s'ajoute le paiement, par le diadoque Paul, d'un douaire de 855 000 drachmes destiné à la princesse Frederika en cas de veuvage ou de divorce,,.
De son côté, Frederika arrive en Grèce avec une dot estimée à 300 000 dollars,. Daté du 27 décembre 1937 et rédigé en français, son contrat de mariage stipule toutefois que la princesse doit rester pleinement maîtresse de cette somme, qu'elle peut gérer à sa guise,.

### Problèmes de date et de carrosse

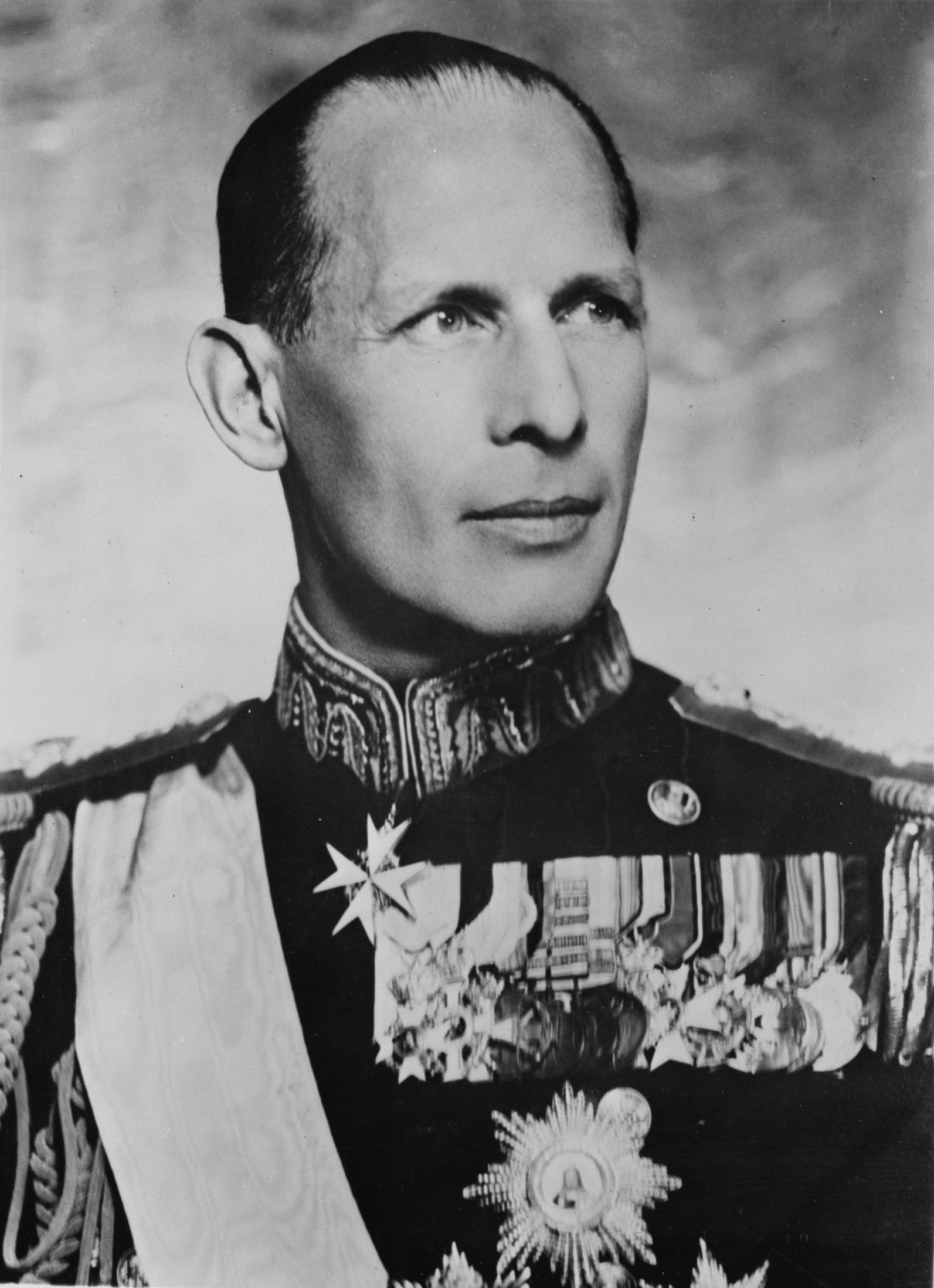
Le roi Georges II (roi des Hellènes).

Dans un premier temps, la date du mariage de Paul et Frederika est fixée au vendredi 7 janvier 1938. Cependant, le diadoque est un homme superstitieux et il obtient que la célébration soit repoussée au 9, jour qui tombe un dimanche et qui correspond surtout à son chiffre porte-bonheur,,.
Plus complexe est la question du véhicule qui doit conduire Frederika à la cathédrale. Abandonné dans les étables du palais, le carrosse qui a servi lors du mariage de Constantin Ier et de Sophie de Prusse en 1889, a été gravement endommagé par les années. Sa réfection allant prendre beaucoup de temps, il est d'abord envisagé de le remplacer par une autre voiture,, mais il est finalement restauré pour les noces, si l'on en croit Stelio Hourmouzios et David Horbury,.
Quoique Ricardo Mateos Sáinz de Medrano précise que le carrosse emprunté par Frederika n'est pas celui utilisé en 1889, d'autres auteurs, comme Alan Palmer, vont dans le sens d'Hourmouzios. Comme d'autres sources, le prince Michel de Grèce rappelle d'ailleurs que la voiture qui transporte la princesse hanovrienne le jour de ses noces n'est autre que le carrosse initialement conçu pour le projet d'entrée solennelle du comte de Chambord dans Paris, au début des années 1870. Ce même carrosse est également utilisé vingt-quatre ans plus tard, en 1962, lors du mariage de la princesse Sophie, fille aînée de Paul et Frederika, avec l'infant Juan Carlos d'Espagne.

### Problèmes d'intendance

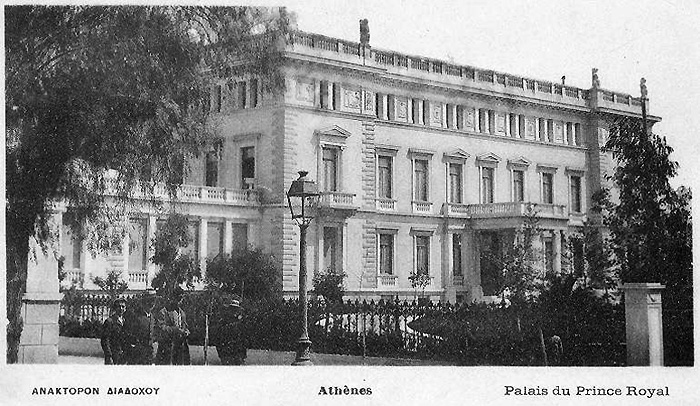
Le palais royal (1909).

Le grand nombre de participants aux cérémonies pose une autre difficulté majeure pour le diadoque et sa famille. Il est certes prévu que les invités étrangers séjournent dans des hôtels de la capitale ou dans des demeures privées réquisitionnées pour l'occasion, ce qui résout la question du logement, il n'en reste pas moins que la cathédrale d'Athènes n'est pas prévue pour accueillir autant d'officiels. Surtout, le palais ne dispose pas d'assez de chaises pour asseoir tous les convives, ni d'assez de domestiques pour les servir convenablement. Afin de résoudre ce problème, le diadoque envisage de demander aux soldats de la garde royale de jouer le rôle de serviteurs lors des festivités, mais cette idée déplaît et elle est rapidement abandonnée,.
Une dernière difficulté importante est constituée par la recherche d'un logement décent à Athènes pour le diadoque et sa future épouse. Sous le règne de Georges Ier, les membres de la famille royale recevaient des appartements dans le vaste palais de la place Sýntagma. Cependant, durant la Deuxième République, la résidence royale est devenue le siège du Parlement. Après la restauration de la monarchie, Georges II s'est donc installé avec ses sœurs encore célibataires dans l'ancien palais du diadoque. Désireux de protéger son intimité, Paul exige donc d'avoir sa propre résidence, une fois marié,. Cependant, la première proposition qui lui est faite par le gouvernement hellène est jugée inappropriée et ce n'est qu'après plusieurs semaines de recherches qu'une solution est trouvée,.

### Une tragédie familiale au milieu des préparatifs de mariage

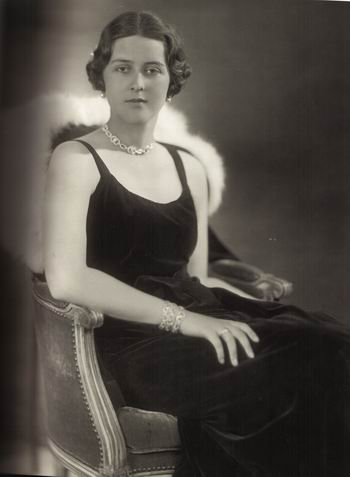
La princesse Cécile (ici en 1931), cousine du diadoque.

En novembre 1937, la grande-duchesse douairière de Hesse-Darmstadt, son fils le grand-duc Georges-Donatus de Hesse-Darmstadt et l'épouse de celui-ci, née princesse Cécile de Grèce, ainsi que trois des enfants du couple meurent au cours d'un accident aérien survenu à Ostende, alors qu'ils se rendaient à Londres pour le mariage du prince Louis de Hesse-Darmstadt.
Après ce triste événement, qui frappe l'une des cousines germaines du roi Georges II et du diadoque, la Cour athénienne déclare huit jours de deuil. En dépit des traditions, Paul refuse toutefois d'utiliser du papier à lettre encadré de noir dans la correspondance qu'il adresse à Frederika pendant cette période.

## Arrivée des participants et festivités prénuptiales

### Arrivée des convives

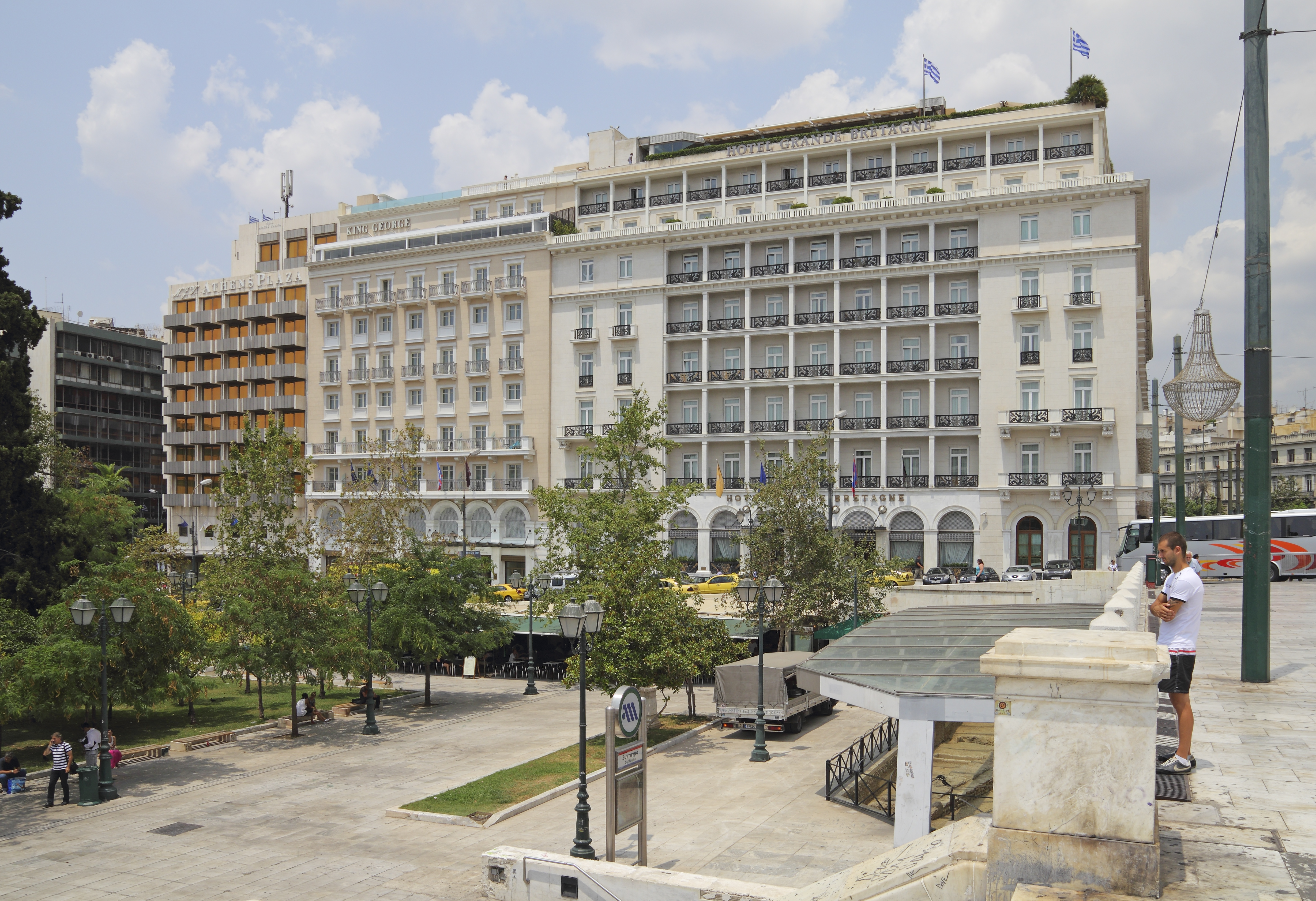
L'hôtel Grande-Bretagne (2013).

Cinquante-deux personnalités du gotha européen (vingt-six proches du marié et vingt-six autres de la mariée) sont conviées aux noces de Paul et de Frederika. Avec leur invitation, elles ont reçu un livret de 9 pages expliquant en détails le programme des cérémonies du mariage. La plupart des convives sont logés à l'hôtel Grande-Bretagne, qui a été entièrement réservé à leur intention.
Les premiers invités arrivent à Athènes le 3 janvier 1938 : il s'agit des princes Christophe et André de Grèce, accompagnés de leur neveu le grand-duc Dimitri de Russie, fils de la princesse Alexandra de Grèce. Contrairement aux Hanovre, ils arrivent par bateau, à bord du Filippo Grimani (it). Le 4 janvier, c'est au tour du prince Knud de Danemark, deuxième fils du roi Christian X, et de ses cousins Erik et Axel de Danemark, fils du prince Valdemar, de faire leur apparition. Ceux-ci sont bientôt suivis de la princesse Marie de Grèce et de son époux, l'amiral Periklís Ioannídis, qui arrivent dans la soirée. Le 5 janvier, de nouveaux convives se présentent. Parmi eux, se trouvent la princesse Alexandra de Grèce, fille unique de l'ancien roi Alexandre Ier, le duc de Kent et son épouse (née Marina de Grèce), le prince-régent Paul de Yougoslavie et sa femme (née Olga de Grèce) et la princesse-mère de Roumanie (sœur du diadoque). Dans les jours suivants, l'arrivée du grand-voïvode d'Alba Iulia soulève une vague d'émotions. Parti de son pays à bord du Regina Maria le 4 janvier, celui-ci manque en effet de trouver la mort durant une tempête qui endommage gravement le navire l'emmenant à Athènes,,,.
Si les chroniques ne retiennent pas les dates d'arrivée de tous les convives, plusieurs auteurs insistent sur la présence du prince Nicolas de Grèce, qui meurt un mois après la célébration du mariage et participe ainsi à ses dernières grandes célébrations royales,.

### Arrivée de Frederika et de sa famille

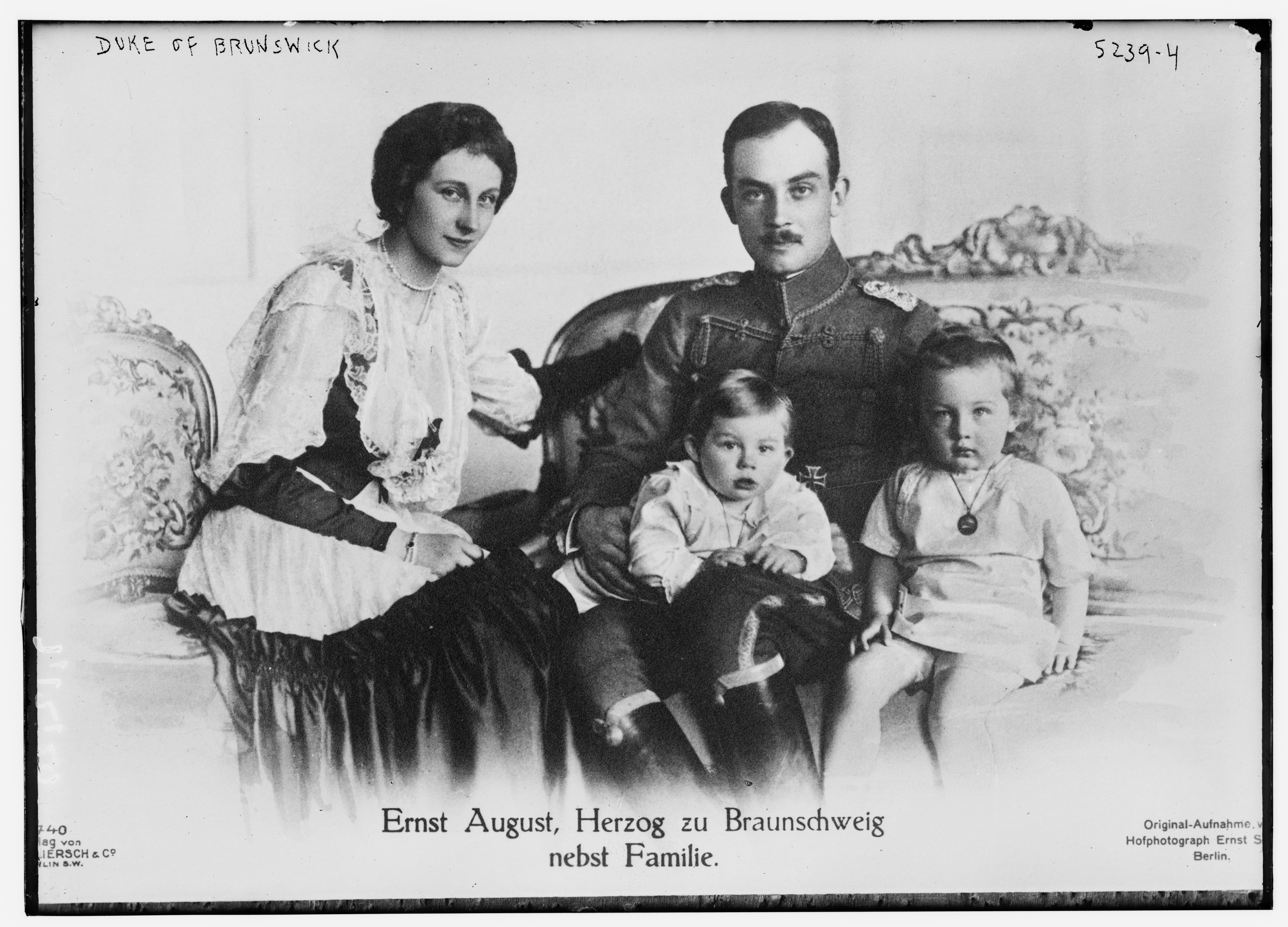
Le duc et la duchesse de Brunswick avec leurs deux aînés (1915).

Le 19 décembre 1937, Paul part passer les fêtes de Noël au château de Blankenburg, en Allemagne, avec la princesse Frederika et sa famille. Son séjour dure deux semaines et il lui permet de faire la connaissance d'une partie de la parentèle de sa fiancée. Il ne lui permet, en revanche, pas d'aller à Doorn pour rendre visite à l'ancien kaiser Guillaume II, comme il était initialement prévu.
Trois jours après le retour du diadoque dans son pays, c'est au tour de Frederika de faire son entrée solennelle en Grèce, le 6 janvier 1938, à trois heures du matin. Paul aurait souhaité que sa fiancée arrive en Grèce par bateau, comme l'avaient fait sa mère et sa grand-mère avant elle, mais la chose s'est avérée impossible, et il a dû se résigner à ce qu'elle emprunte l'Orient-Express,. Partie d'Autriche avec ses parents et ses frères, la jeune femme arrive avec un peu de retard à la frontière yougoslave du fait des fortes neiges qui sont tombées sur l'Europe centrale pendant son voyage. À Idoméni,, la princesse est accueillie par le diadoque. Vêtue d'une robe en velours bleu et d'un chapeau de fourrure blanche, rappelant les couleurs de la Grèce, la jeune femme est ensuite acclamée par la foule venue l'apercevoir.
Après cette première rencontre avec la Grèce, le petit groupe reprend le train et arrive à Athènes à 17 heures, où il est accueilli par le Premier ministre Ioánnis Metaxás et par le maire de la capitale. Selon la journaliste Carmen Enríquez, la chaleur est étouffante pour la jeune femme, qui n'est pas habituée à un climat aussi chaud. De leur côté, David Horbury et Ricardo Mateos Sáinz de Medrano mettent en avant, au contraire, le froid qui règne en cette période hivernale,. Quoi qu'il en soit, la princesse se montre particulièrement enthousiaste à l'idée d'être acceptée dans l'entourage de Paul. Elle n'est d'ailleurs apparemment pas la seule à se réjouir. La gare d'Athènes est, en effet, remplie de badauds venus l'accueillir et des milliers de Grecs se pressent pour l'observer dans les rues qui la mènent au palais royal.

### Fêtes préliminaires

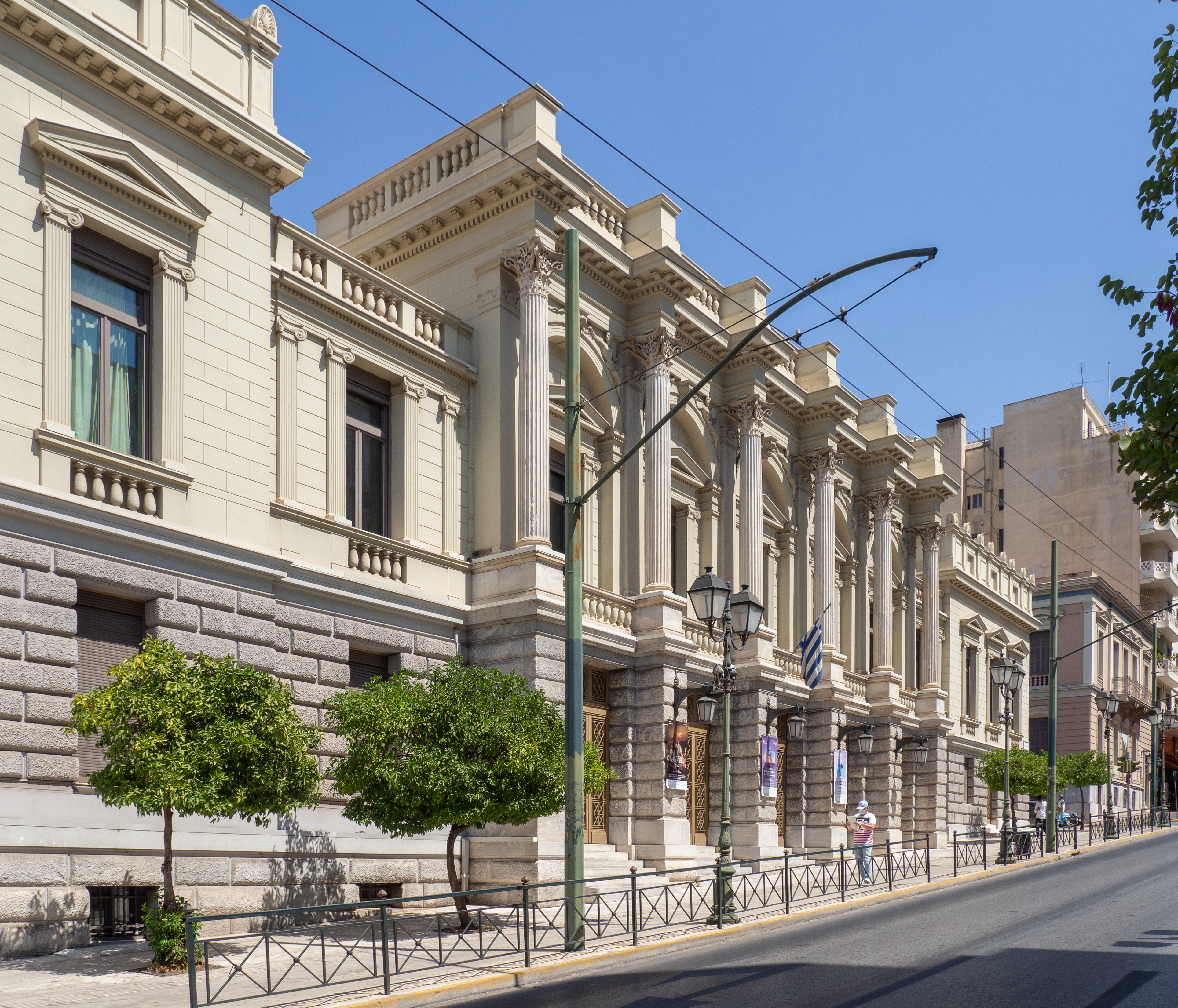
Le Théâtre national d'Athènes (2021).

Une fois arrivée au palais, Frederika est présentée à l'ensemble des membres de la famille royale de Grèce ainsi qu'aux autres invités princiers venus assister à ses noces. Commence alors un tourbillon de festivités qui impressionnent grandement la princesse, si l'on en croit l'entretien qu'elle a donné à Inge Santner au moment de la rédaction de sa biographie,.
Le 7 janvier, au matin, le diadoque emmène sa fiancée visiter l'Acropole. Le lendemain, il lui fait découvrir la villa de Psychikó, où le couple doit établir sa résidence une fois marié. À ce moment, la demeure doit encore subir d'importants travaux et il est prévu que la princesse Irène organise sa décoration. Cependant, la visite permet à la princesse de Hanovre de se faire une idée du lieu où elle va bientôt construire sa famille.
Le soir même, le roi Georges II donne un grand dîner au palais royal d'Athènes, suivi d'un concert de gala au Théâtre national. Des extraits d'Orphée et Eurydice de Gluck sont alors interprétés par le conservatoire national, dirigé par Filoktítis Ikonomídis. L'événement fait suite à un banquet organisé la veille au soir et réunit les invités royaux autour des membres de la dynastie grecque.

## Déroulement des festivités

### Tenues des mariés
Réalisée à Munich, en Allemagne, la robe de mariée de Frederika est faite de soie et possède une longue traîne brodée,. Le voile de la princesse est celui que portait sa mère, Victoria-Louise de Prusse, lors de son propre mariage en 1913. Il est maintenu sur sa tête par un diadème en diamants de la reine Sophie de Grèce, ainsi que par la couronne nuptiale hanovrienne,,.
Le bouquet de la mariée est composé de fleurs d'oranger offertes par le grand-père de Frederika, l'empereur déchu Guillaume II d'Allemagne, et comprend également des brins de myrte, selon une tradition instaurée par la reine Victoria du Royaume-Uni et suivie par toutes les mariées de la famille royale britannique. Ceux-ci ont été offerts par la duchesse de Kent (née princesse de Grèce), représentante de la maison Windsor avec son époux lors des noces,.
De son côté, le diadoque Paul porte un uniforme d'amiral de la marine hellénique et arbore un grand nombre de décorations,,.

### Cortège nuptial

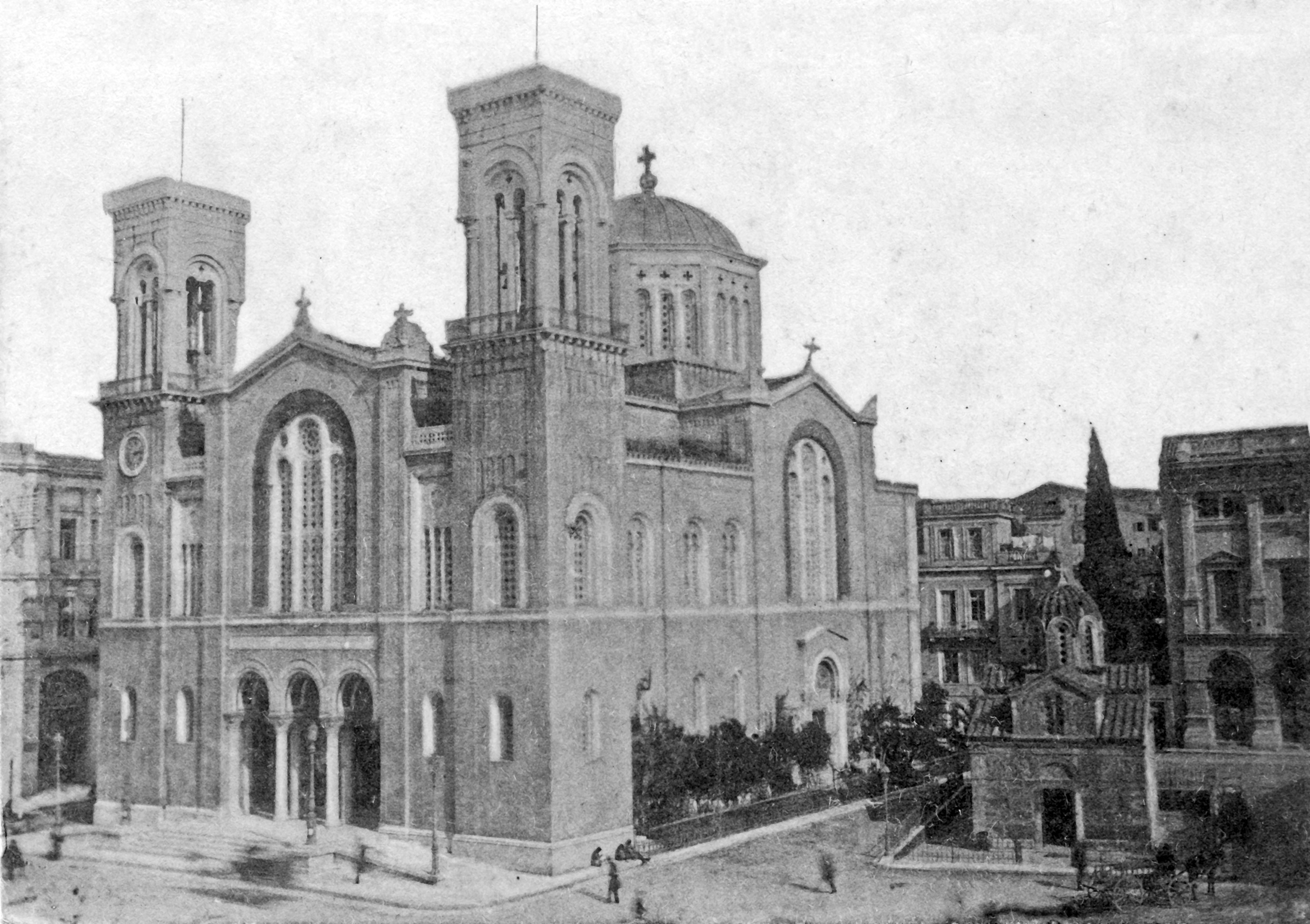
La cathédrale de l'Annonciation d'Athènes.

Le 9 janvier 1938, à 7 h 30, les batteries du mont Lycabette tirent pour donner le signal aux troupes de se diriger vers leurs positions, tout au long de l'itinéraire que va emprunter le cortège. Dans les rues, les foules se pressent pour admirer le cortège princier. Toutefois, l'événement ne soulève guère l'enthousiasme de la population, qui critique les dépenses réalisées pour loger et conduire les nombreux participants au mariage. De fait, des princes de toute l'Europe ont envahi Athènes pour l'occasion et il faut pas moins de vingt véhicules pour transporter les invités jusqu'à la cathédrale. Or, parmi l'ensemble des personnalités du gotha conviées aux épousailles, ce sont les éléments allemands qui dominent, ce qui renforce encore le malaise de la population.
À partir de 9 heures, les premiers invités commencent à s'installer à la cathédrale de l'Annonciation, où ils sont accueillis par le major Dimitrios Levidis, aide de camp du roi Georges II. À 10 h 30, les canons du Lycabette tirent vingt-et-un coups en guise de salut : c'est le signal du départ de la procession royale. Devant le palais, commence alors le ballet des voitures venues récupérer un à un le fiancé (accompagné de sa sœur Irène), et les hôtes princiers, selon l'ordre établi par le protocole. Le cortège emprunte ensuite la rue Hérode Atticus, autour de laquelle sont positionnés des evzones en grande tenue. Une fois tous les invités partis, arrive un escadron de cavaliers de la garde portant l'étendard royal. Derrière lui, se trouve la dernière voiture du cortège : celle transportant le roi Georges II et la duchesse de Brunswick. C'est alors au tour du carrosse royal de faire son apparition. Tiré par six chevaux blancs, il conduit la princesse Frederika et son père, tandis qu'une pluie battante frappe la capitale,.
Parallèlement à tout cela, une autre procession rejoint la cathédrale à pieds, depuis une rue latérale au bâtiment. Elle regroupe les cinquante métropolites de l'Église de Grèce, portant chacun la couronne et les parures propres à leur rang. Une fois arrivés à destination, les prélats prennent place de chaque côté de l'autel, en attendant l'arrivée des fiancés. Quelques minutes plus tard, le carrosse royal s'arrête devant la cathédrale. Vêtu d'un uniforme de l'armée impériale allemande, le duc de Brunswick sort le premier de la voiture et aide ensuite sa fille à en descendre. Les demoiselles d'honneur de Frederika (voir infra), qui étaient postées sur les marches de la cathédrale, rejoignent alors la princesse pour tenir sa traîne. Au bras de son père, Frederika entre finalement dans le bâtiment sacré, où des chants byzantins se font entendre.

### Cérémonie orthodoxe

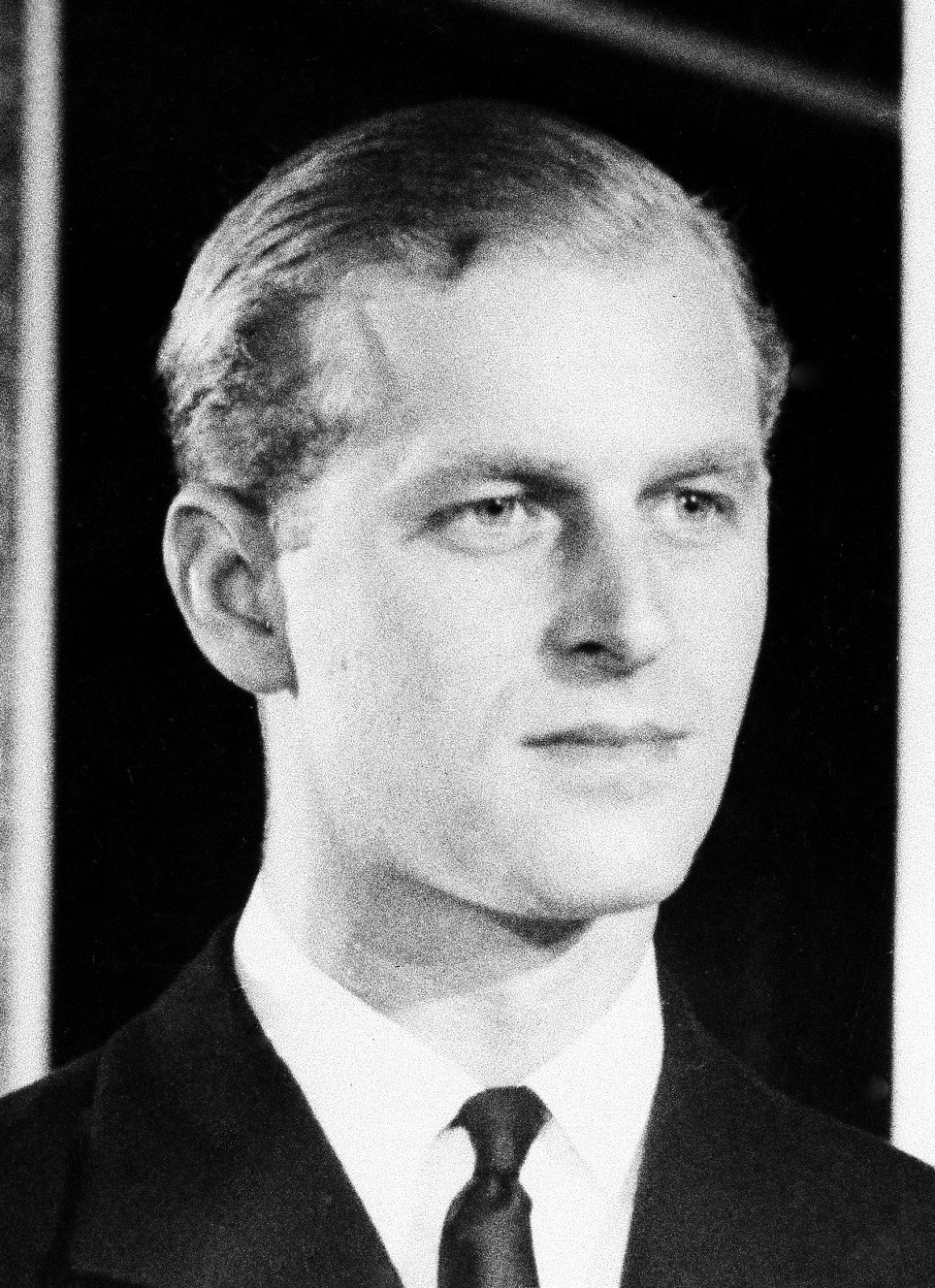
Le prince Philippe de Grèce (ici en 1947) est l'un des témoins du diadoque.

Conformément à la tradition orthodoxe grecque, le mariage est célébré par l'archevêque d'Athènes Chrysostome Ier,, assisté par les autres métropolites vêtus d'or et de blanc. Sont notamment présents les patriarches d'Antioche, de Jérusalem et de Serbie, ainsi que des représentants d'autres Églises autocéphales. Un chœur composé de 60 voix dirigées par Filoktítis Ikonomídis entonne en outre des chants byzantins.
Lors de la cérémonie, les fiancés s'échangent leurs alliances, façonnées à partir de pièces de monnaie en or datant de l'époque d'Alexandre le Grand. La bague que Paul offre à Frederika a été confectionnée par le joaillier athénien Konstandarás.
Par la suite, plusieurs princes européens (voir infra) se relaient pour tenir les couronnes traditionnelles portées au-dessus de la tête des mariés. Parmi ceux-ci, se trouve le prince Philippe de Grèce (futur duc d'Édimbourg), qui participe au mariage malgré la tragédie qui a frappé sa sœur moins de deux mois auparavant.
À l'issue de la cérémonie, qui dure une heure, cent-un coups de canons retentissent du mont Lycabette et les cloches de toute la capitale se mettent à sonner. Le couple quitte alors la cathédrale à bord du carrosse royal pour regagner le palais, sous les acclamations de la foule.

### Cérémonie luthérienne et acclamation
Une fois le couple revenu au palais royal, une seconde cérémonie religieuse est célébrée par le pasteur allemand Ostermann. Organisée selon le rite luthérien, qui est celui de la mariée, elle se déroule dans la chapelle du bâtiment,,.
Une fois la bénédiction protestante terminée, Paul et Frederika se rendent à l'ancien palais royal, situé sur la place Sýntagma. Dans la salle des Trophées, ils reçoivent alors les félicitations des membres du gouvernement, du corps diplomatique et de centaines d'autres officiels.

### Déjeuner nuptial et festivités postérieures
Le mariage de Paul et de Frederika est suivi d'un cocktail organisé dans les jardins du palais royal,,. Le soir, un nouveau dîner réunit les convives. Le programme du mariage indique (en français) qu'on y sert un consommé Juliette, des filets de dentale à l'Archiduc, du cuisseau de veau à la Nemours, des bécasses sur canapé, une salade muette, des fonds d'artichauts Argenteuil, un parfait d'oranges à la Montmorency, des friandises, des Chester cakes, des fruits et un dessert.
Le lendemain du mariage, la légation britannique offre un banquet en l'honneur de l'union qui vient d'être célébrée entre le diadoque et la cousine éloignée du roi George VI. En revanche, l'ambassade d'Allemagne n'organise aucun événement particulier.
Durant la semaine qui suit le mariage, la famille royale organise une série d'excursions et d'activités champêtres à destination des invités venus de l'étranger. Ces événements sont notamment l'occasion pour les jeunes princes et princesses de faire plus ample connaissance,.

## Invités et oubliés

### Témoins et demoiselles d'honneur

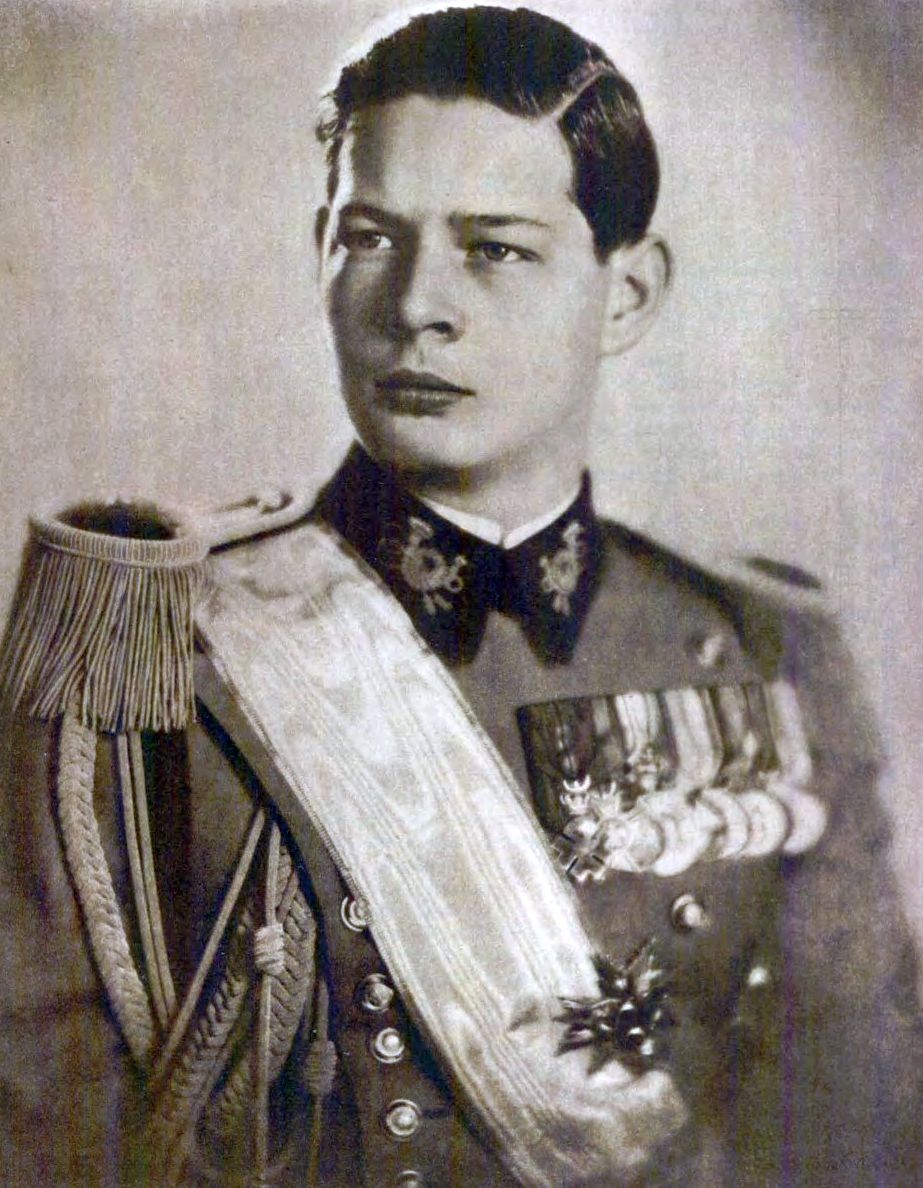
Le grand-voïvode d'Alba Iulia (en 1938).

La princesse Frederika est accompagnée de quatre demoiselles d'honneur : deux princesses grecques — Catherine et Eugénie — et deux princesses prussiennes — Cécile et Herzeleide.
De son côté, le diadoque Paul a pour témoins (koumbáros) les princes Georges et Philippe de Grèce, le grand-voïvode d'Alba Iulia (futur roi Michel Ier de Roumanie), le grand-duc Dimitri Pavlovitch de Russie ainsi que trois de ses beaux-frères, les princes Ernest-Auguste, Georges-Guillaume et Christian de Hanovre,.

### Invités notables
Le livret détaillant le protocole du mariage indique qu'un grand nombre de représentants de l'État grec participent aux noces. Parmi eux, se trouvent les recteurs et les autorités directives (sénats) de l'université d'Athènes et des autres grandes écoles du pays, les conseillers juridiques et légaux, le Bureau de l'Ordre des Avocats, le président et le procureur de la Cour d'appel, les maires d'Athènes et du Pirée accompagnés d'une délégation d'édiles de la région capitale, les gouverneurs des banques nationales, les présidents des tribunaux de première instance et le procureur, les hauts fonctionnaires de l'État et des délégations de l'armée de terre, de la marine et de l'armée de l'air. Sont, en outre, présents les membres du corps diplomatique et les commandants des navires étrangers mouillant dans le port du Pirée.
Une soixantaine de représentants de maisons souveraines et anciennement souveraines d'Europe assistent aux épousailles. Pour Jean des Cars, cette réunion du gotha, dans le contexte de l'entre-deux-guerres, n'est pas sans rappeler les dernières noces princières ayant eu lieu avant la Première Guerre mondiale et qui se trouvent justement être celles des parents de Frederika, en mai 1913. Le programme officiel du mariage nous donne une liste précise des invités royaux présents à la cérémonie :

### Absences remarquées

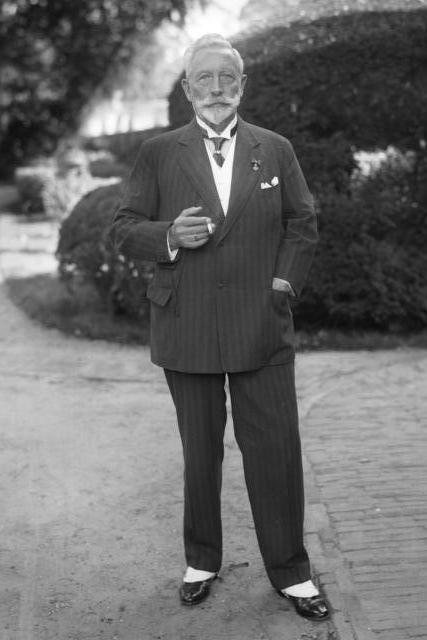
Le kaiser Guillaume II (empereur allemand) dans son exil à Doorn (1933).

En dépit du grand nombre d'invités princiers présents aux noces, certaines absences sont remarquées.
C'est particulièrement le cas de celle de l'ancien kaiser Guillaume II, grand-père maternel de Frederika, qui ne fait pas le déplacement à Athènes, mais s'y fait représenter par son quatrième fils, le prince Auguste-Guillaume. Jugé indésirable par la famille royale de Grèce, l'empereur déchu reçoit néanmoins la visite du couple princier, lors de son voyage de noces.
Une autre absence notable est celle d'Aspasía Mános, veuve du roi des Hellènes Alexandre Ier et donc belle-sœur du diadoque Paul. Considérant que le protocole de la Cour ne lui accorde pas la place qu'elle mérite, elle choisit de ne pas participer aux épousailles, auxquelles sa fille Alexandra se rend donc seule,.
Au sein de la famille royale de Grèce, d'autres absences sont soulignées. Tout d'abord, celle d'Alice de Battenberg, épouse du prince André de Grèce et donc tante de l'héritier du trône hellène. Très affectée par la mort de sa fille Cécile, elle préfère ne pas assister aux noces. Puis, celle du prince Pierre de Grèce, qui participe alors à une expédition ethnographique aux Indes.

## Cadeaux de mariage
À l'occasion de son mariage, le diadoque Paul se voit offrir une villa, située dans le quartier athénien de Psychikó. Construite au début du XXe siècle par un riche magnat grec, cette bâtisse relativement modeste possède deux étages, un petit jardin et un balcon donnant sur la rue,.
Plusieurs des autres cadeaux reçus par le couple princier lui servent ensuite à meubler et à décorer la villa athénienne. Le maire de la capitale, Ambrósios Plytás, offre ainsi aux jeunes époux un service en argent, tandis qu'une entreprise de textile fait présent de linge de maison brodé au chiffre princier. La communauté grecque de Londres fait don d'un luxueux service à thé tandis que le président de la République française Albert Lebrun offre au couple un surtout de table.
Outre ces cadeaux destinés à leur demeure, les fiancés reçoivent des présents plus personnels. Le gouvernement grec offre ainsi à Frederika un collier composé de 14 grosses émeraudes en cabochons serties de brillants. Le goût du diadoque pour l'aviation étant bien connu, des milliers d'habitants de la Thrace se cotisent pour réunir l'argent nécessaire pour qu'il s'achète un aéroplane. Cependant, ce projet soulève des oppositions et la somme récoltée est finalement utilisée par le couple pour acheter un yacht.
Finalement, avec l'argent de la dot de Frederika, le couple princier acquiert un vaste domaine forestier situé à Polydéndri, près de la ville de Larissa, en Thessalie.

## Couverture médiatique
Étroitement contrôlés par le régime du 4-Août, les journaux grecs couvrent les noces princières de manière très positive. C'est ce que montre la revue de presse réalisée par le ministère français des Affaires étrangères : 

« Des vœux sincères, écrit Le Messager d'Athènes (9-1), accompagneront aujourd'hui le prince Paul et la princesse Frédérique [sic], chaleureux témoignage de l'affection qui est le plus beau don du peuple. […]
Eleftheron Vima (10-1) écrit à propos du mariage que rarement un événement national s'est déroulé à Athènes dans l'atmosphère de cordialité et de sympathie que le peuple athénien avait créée autour du mariage princier d'hier. […]
Proia (10-1) fait l'éloge de la Princesse sur laquelle s'était concentrée l'attention de tous […].
Katherimini (10-1) écrit, de son côté, qu'il y a dans la vie des peuples des moments capables d'inspirer et de conduire toute une existence. La Princesse a vécu hier un de ces moments, pour son mariage, qui l'a unie non seulement à l'héritier du trône de Grèce, mais aussi à la nation grecque, à ses traditions, à son histoire et à sa destinée.
Des commentaires du même genre se trouvent dans Akropolis (9-1), Ethniki (9 et 10-1), Vradini (9-1), Ethnos (9 et 10-1), Typos (9 et 10-1), qui rappelle le souvenir des deux précédentes Reines de Grèce, Olga et Sophie, Hestia (9-1), Proia (10-1), Athinaika Nea (10-1), Eleftheros Anthropos (10-1), etc. »

À l'étranger, quelques journaux consacrent tout ou partie de leur une au mariage de Paul et Frederika. En France, c'est le cas du Monde illustré (15-1) et, dans une moindre mesure, du Petit Parisien (10-1). Au Royaume-Uni, les magazines The Sphere (15-1) et The Sketch (19-1) font de même. En Allemagne, le Hannoverscher Kurier (5-1) et, en Autriche, le Wiener Bilder (16-1) mettent, eux aussi, en lumière le mariage en première page. En Suisse, le Neue Zürcher Zeitung (10-1) s'y intéresse également. Enfin, à Singapour, The Morning Tribune (10-1) présente aussi les noces en une.
Par ailleurs, Pathé News (aujourd'hui connue sous le nom de British Pathé) réalise un film d'actualité consacré au mariage princier et intitulé Royal Wedding in Athens (voir infra).

## Conséquences politiques
D'après l'historien Mogens Pelt, le roi Georges II profite des noces du diadoque Paul pour inviter aux cérémonies du mariage plusieurs personnalités grecques ayant joué un rôle politique avant l'instauration du régime du 4-Août. Cette initiative est alors regardée comme un signe de mécontentement du souverain vis-à-vis de Ioánnis Metaxás, et des opposants utilisent ce prétexte pour appeler le dictateur à la démission. En réaction, la police du régime arrête les dissidents, qui sont déportés dans des îles de la mer Égée peu de temps après les noces.
Quoi qu'il en soit, le roi des Hellènes semble satisfait de l'accueil réservé par ses sujets au couple princier, puisqu'il émet la proclamation suivante, peu après les épousailles :

« Votre chaleureuse participation à la joie de ma Maison Royale et de la Maison Ducale de Brunswick-Lunebourg à l'heureuse occasion du mariage de mon cher frère Paul et de la Princesse Frederika de Hanovre est un gage de bonheur dont je prie la Divine Providence de leur en réserver beaucoup d'autres. Profondément ému, je vous adresse du fond du cœur mes chaleureux remerciements pour les sentiments d'amour et de dévouement que vous avez toujours manifestés envers ma maison, qui comprend désormais un nouveau membre, l'épouse de l'Héritier du trône. »

## Postérité

### Voyage de noces
Le jeune couple quitte Athènes pour partir en lune de miel l'après-midi même de ses noces. À 16 h 30, il prend ainsi la route pour un court séjour à Tour la Reine, une ancienne propriété de la reine Amélie de Grèce mise à la disposition de Paul par son ami Johnny Serpieri. Puis, le 21 janvier 1938, Paul et Frederika prennent la mer pour Brindisi, en Italie, d'où ils continuent vers le nord pour se rendre en Suisse. Après quelques jours dans la Confédération helvétique, les deux époux se rendent à Florence, où ils passent une semaine avec la princesse Hélène de Grèce, à la villa Sparta. Par la suite, le couple gagne les Pays-Bas et se rend à Doorn, pour y rencontrer l'ancien kaiser Guillaume II. De là, Paul et Frederika partent en Angleterre, où ils séjournent quelque temps, avant de rentrer à Athènes, le 6 mars 1938,.
De retour dans son pays, le diadoque est promu par son frère au rang de lieutenant-colonel de l'armée de terre, commandant de la marine hellénique et commandant d'escadre dans l'aviation le 25 mars 1938.

### Vie de couple et naissances princières

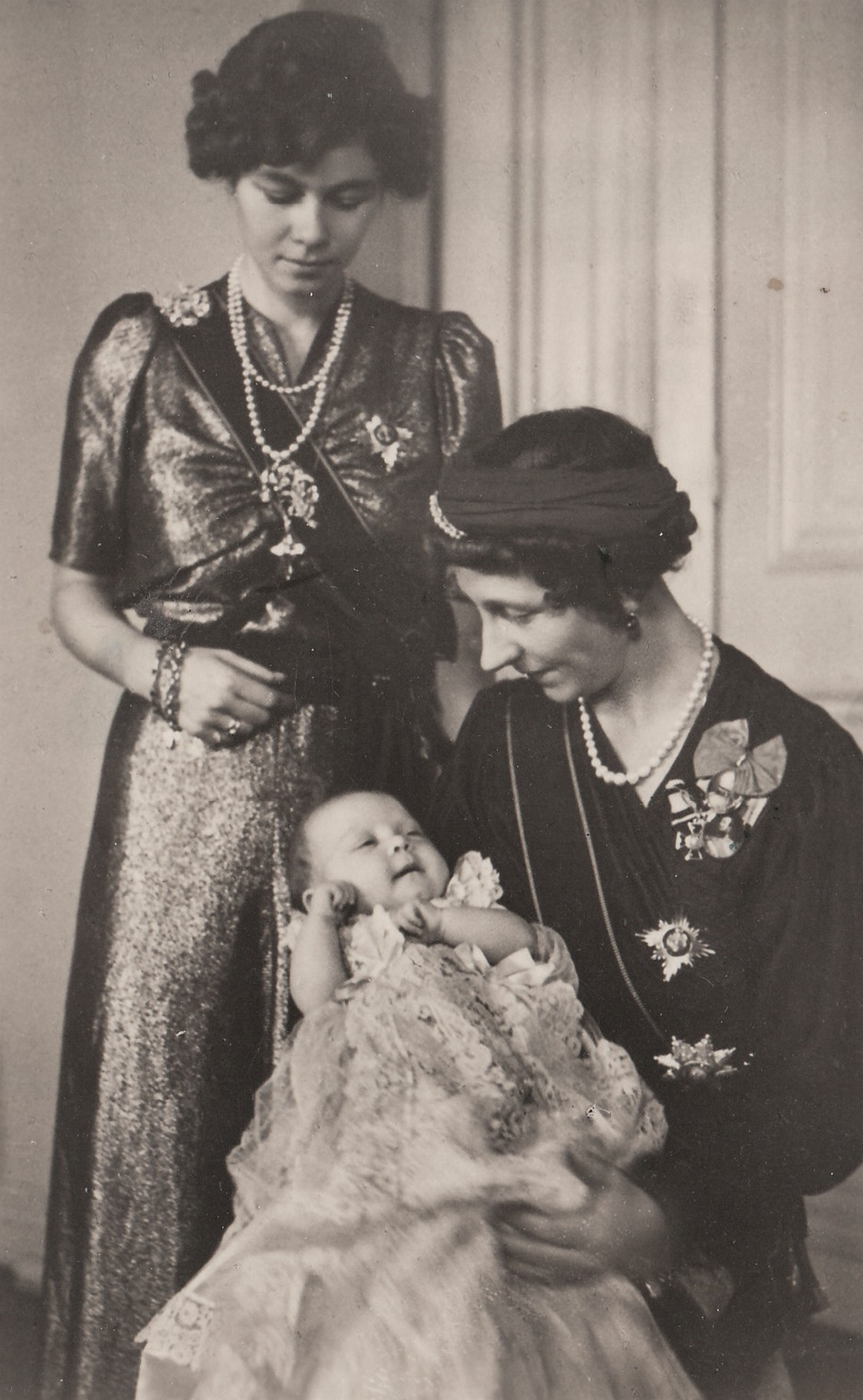
La princesse Frederika en compagnie de sa mère et de sa fille Sophie (1939).

Peu de temps après le mariage, Frederika est enceinte. La première fille du couple princier, la princesse Sophie (future reine d'Espagne), naît le 2 novembre 1938, au palais de Psychikó,,. Le 2 juin 1940, Frederika y donne naissance à un deuxième enfant, le futur roi Constantin II. Pour la famille royale, qui attendait avec anxiété la naissance d'un héritier, il s'agit là d'une excellente nouvelle. Malgré tout, le contexte international interdit alors que soient organisées d'importantes festivités dans le pays.
Lors de la Seconde Guerre mondiale, la Grèce est envahie par l'Italie puis par l'Allemagne nazie et la famille royale est contrainte de quitter le pays. Frederika et ses enfants fuient Athènes le 22 avril 1941, quelques jours avant l'arrivée des Allemands dans la capitale, et s'installent successivement en Crète, en Égypte et en Afrique du Sud. Le diadoque Paul, lui, vit entre la Grande-Bretagne et l'Égypte. Séparée de son époux durant trois ans, Frederika entame, avec lui, une correspondance nourrie dans laquelle elle raconte en détail le quotidien de la famille. Malgré la distance, les deux époux parviennent à se retrouver à de rares occasions, tantôt au Cap, tantôt au Caire. Le diadoque ne peut cependant pas assister à la naissance de sa dernière fille, la princesse Irène, qui voit le jour au Cap le 11 mai 1942.

### Commémorations
En janvier 1963, Paul et Frederika (devenus roi et reine des Hellènes en 1947) fêtent leurs noces d'argent à Athènes,. C'est l'occasion d'une grande réunion familiale, à laquelle participent les trois enfants du couple, plusieurs autres membres de la dynastie grecque (la princesse Alice, la princesse Catherine et le prince Michel), ainsi que l'infant Juan Carlos d'Espagne et ses parents, le comte et la comtesse de Barcelone. Cependant, c'est aussi l'occasion de tensions politiques, Geórgios Papandréou et son parti refusant publiquement de participer aux célébrations. 
Quelques jours plus tard, les souverains grecs et leur fils se rendent au Danemark, où les fiançailles du diadoque Constantin et de la princesse Anne-Marie de Danemark se mettent en place.

## Parenté entre Paul et Frederika
Descendants de la reine Victoria, surnommée « la grand-mère de l'Europe », et du roi Christian IX de Danemark, surnommé le « beau-père de l'Europe », le diadoque Paul de Grèce et la princesse Frederika de Hanovre sont étroitement apparentés. Frederika est ainsi la fille de la princesse Victoria-Louise de Prusse, elle-même cousine germaine du diadoque Paul,. Frederika et Paul sont en outre cousins au second degré par la famille royale de Danemark,.
|  |  |  |  |  |  |  |  |  |  |                                                          |                                                          |                                                          |                                                          |                                                          |                                                          |                                                          |                                                          |                                                          |                                                          |                                                  |                                                  |                                                  |                                                  | Christian IX, Roi de Danemark ∞ Louise, Pcesse de Hesse-Cassel   |                                                                  |                                                                  |                                                                  |                                                                  |                                                                  |                                        |                                        |                                        |                                        |                                                                                                   |                                                                                                   |                                                                                                   |                                                                                                   |                                                                                                   |                                                                                                   |  |  |                                                                  |                                                                  |                                                                  |                                                                  |                                                                  |                                                                  |  |  |  |  |  |  |  |  |  |  |  |  |  |  |  |  |  |  |  |  |  |  |  |  |  |  |  |  |  |  |  |  |  |  |  |  |  |  |  |  |  |  |  |  |  |  |  |  |  |  |  |  |  |  |  |  |  |  |  |  |  |  |  |  |
|  |  |  |  |  |  |  |  |  |  |                                                          |                                                          |                                                          |                                                          |                                                          |                                                          |                                                          |                                                          |                                                          |                                                          |                                                  |                                                  |                                                  |                                                  |                                                                  |                                                                  |                                                                  |                                                                  |                                                                  |                                                                  |                                        |                                        |                                        |                                        |                                                                                                   |                                                                                                   |                                                                                                   |                                                                                                   |                                                                                                   |                                                                                                   |  |  |                                                                  |                                                                  |                                                                  |                                                                  |                                                                  |                                                                  |  |  |  |  |  |  |  |  |  |  |  |  |  |  |  |  |  |  |  |  |  |  |  |  |  |  |  |  |  |  |  |  |  |  |  |  |  |  |  |  |  |  |  |  |  |  |  |  |  |  |  |  |  |  |  |  |  |  |  |  |  |  |  |  |
|  |  |  |  |  |  |  |  |  |  |                                                          |                                                          |                                                          |                                                          |                                                          |                                                          |                                                          |                                                          |                                                          |                                                          |                                                  |                                                  |                                                  |                                                  |                                                                  |                                                                  |                                                                  |                                                                  |                                                                  |                                                                  |                                        |                                        |                                        |                                        |                                                                                                   |                                                                                                   |                                                                                                   |                                                                                                   |                                                                                                   |                                                                                                   |  |  |                                                                  |                                                                  |                                                                  |                                                                  |                                                                  |                                                                  |  |  |  |  |  |  |  |  |  |  |  |  |  |  |  |  |  |  |  |  |  |  |  |  |  |  |  |  |  |  |  |  |  |  |  |  |  |  |  |  |  |  |  |  |  |  |  |  |  |  |  |  |  |  |  |  |  |  |  |  |  |  |  |  |
|  |  |  |  |  |  |  |  |  |  | Georges Ier, Roi des Hellènes ∞ Olga, Gde-Dsse de Russie | Georges Ier, Roi des Hellènes ∞ Olga, Gde-Dsse de Russie | Georges Ier, Roi des Hellènes ∞ Olga, Gde-Dsse de Russie | Georges Ier, Roi des Hellènes ∞ Olga, Gde-Dsse de Russie | Georges Ier, Roi des Hellènes ∞ Olga, Gde-Dsse de Russie | Georges Ier, Roi des Hellènes ∞ Olga, Gde-Dsse de Russie |                                                          |                                                          |                                                          |                                                          | Frédéric III, Roi de Prusse et Empereur allemand | Frédéric III, Roi de Prusse et Empereur allemand | Frédéric III, Roi de Prusse et Empereur allemand | Frédéric III, Roi de Prusse et Empereur allemand | Frédéric III, Roi de Prusse et Empereur allemand                 | Frédéric III, Roi de Prusse et Empereur allemand                 |                                                                  |                                                                  | Victoria, Pcesse royale du Royaume-Uni                           | Victoria, Pcesse royale du Royaume-Uni                           | Victoria, Pcesse royale du Royaume-Uni | Victoria, Pcesse royale du Royaume-Uni | Victoria, Pcesse royale du Royaume-Uni | Victoria, Pcesse royale du Royaume-Uni |                                                                                                   |                                                                                                   |                                                                                                   |                                                                                                   |                                                                                                   |                                                                                                   |  |  | Thyra, Pcesse de Danemark ∞ Ernest-Auguste, Pce royal de Hanovre | Thyra, Pcesse de Danemark ∞ Ernest-Auguste, Pce royal de Hanovre | Thyra, Pcesse de Danemark ∞ Ernest-Auguste, Pce royal de Hanovre | Thyra, Pcesse de Danemark ∞ Ernest-Auguste, Pce royal de Hanovre | Thyra, Pcesse de Danemark ∞ Ernest-Auguste, Pce royal de Hanovre | Thyra, Pcesse de Danemark ∞ Ernest-Auguste, Pce royal de Hanovre |  |  |  |  |  |  |  |  |  |  |  |  |  |  |  |  |  |  |  |  |  |  |  |  |  |  |  |  |  |  |  |  |  |  |  |  |  |  |  |  |  |  |  |  |  |  |  |  |  |  |  |  |  |  |  |  |  |  |  |  |  |  |  |  |
|  |  |  |  |  |  |  |  |  |  | Georges Ier, Roi des Hellènes ∞ Olga, Gde-Dsse de Russie | Georges Ier, Roi des Hellènes ∞ Olga, Gde-Dsse de Russie | Georges Ier, Roi des Hellènes ∞ Olga, Gde-Dsse de Russie | Georges Ier, Roi des Hellènes ∞ Olga, Gde-Dsse de Russie | Georges Ier, Roi des Hellènes ∞ Olga, Gde-Dsse de Russie | Georges Ier, Roi des Hellènes ∞ Olga, Gde-Dsse de Russie |                                                          |                                                          |                                                          |                                                          | Frédéric III, Roi de Prusse et Empereur allemand | Frédéric III, Roi de Prusse et Empereur allemand | Frédéric III, Roi de Prusse et Empereur allemand | Frédéric III, Roi de Prusse et Empereur allemand | Frédéric III, Roi de Prusse et Empereur allemand                 | Frédéric III, Roi de Prusse et Empereur allemand                 |                                                                  |                                                                  | Victoria, Pcesse royale du Royaume-Uni                           | Victoria, Pcesse royale du Royaume-Uni                           | Victoria, Pcesse royale du Royaume-Uni | Victoria, Pcesse royale du Royaume-Uni | Victoria, Pcesse royale du Royaume-Uni | Victoria, Pcesse royale du Royaume-Uni |                                                                                                   |                                                                                                   |                                                                                                   |                                                                                                   |                                                                                                   |                                                                                                   |  |  | Thyra, Pcesse de Danemark ∞ Ernest-Auguste, Pce royal de Hanovre | Thyra, Pcesse de Danemark ∞ Ernest-Auguste, Pce royal de Hanovre | Thyra, Pcesse de Danemark ∞ Ernest-Auguste, Pce royal de Hanovre | Thyra, Pcesse de Danemark ∞ Ernest-Auguste, Pce royal de Hanovre | Thyra, Pcesse de Danemark ∞ Ernest-Auguste, Pce royal de Hanovre | Thyra, Pcesse de Danemark ∞ Ernest-Auguste, Pce royal de Hanovre |  |  |  |  |  |  |  |  |  |  |  |  |  |  |  |  |  |  |  |  |  |  |  |  |  |  |  |  |  |  |  |  |  |  |  |  |  |  |  |  |  |  |  |  |  |  |  |  |  |  |  |  |  |  |  |  |  |  |  |  |  |  |  |  |
|  |  |  |  |  |  |  |  |  |  |                                                          |                                                          |                                                          |                                                          |                                                          |                                                          |                                                          |                                                          |                                                          |                                                          |                                                  |                                                  |                                                  |                                                  |                                                                  |                                                                  |                                                                  |                                                                  |                                                                  |                                                                  |                                        |                                        |                                        |                                        |                                                                                                   |                                                                                                   |                                                                                                   |                                                                                                   |                                                                                                   |                                                                                                   |  |  |                                                                  |                                                                  |                                                                  |                                                                  |                                                                  |                                                                  |  |  |  |  |  |  |  |  |  |  |  |  |  |  |  |  |  |  |  |  |  |  |  |  |  |  |  |  |  |  |  |  |  |  |  |  |  |  |  |  |  |  |  |  |  |  |  |  |  |  |  |  |  |  |  |  |  |  |  |  |  |  |  |  |
|  |  |  |  |  |  |  |  |  |  |                                                          |                                                          |                                                          |                                                          |                                                          |                                                          |                                                          |                                                          |                                                          |                                                          |                                                  |                                                  |                                                  |                                                  |                                                                  |                                                                  |                                                                  |                                                                  |                                                                  |                                                                  |                                        |                                        |                                        |                                        |                                                                                                   |                                                                                                   |                                                                                                   |                                                                                                   |                                                                                                   |                                                                                                   |  |  |                                                                  |                                                                  |                                                                  |                                                                  |                                                                  |                                                                  |  |  |  |  |  |  |  |  |  |  |  |  |  |  |  |  |  |  |  |  |  |  |  |  |  |  |  |  |  |  |  |  |  |  |  |  |  |  |  |  |  |  |  |  |  |  |  |  |  |  |  |  |  |  |  |  |  |  |  |  |  |  |  |  |
|  |  |  |  |  |  |  |  |  |  | Constantin Ier, Roi des Hellènes                         | Constantin Ier, Roi des Hellènes                         | Constantin Ier, Roi des Hellènes                         | Constantin Ier, Roi des Hellènes                         | Constantin Ier, Roi des Hellènes                         | Constantin Ier, Roi des Hellènes                         |                                                          |                                                          | Sophie, Pcesse de Prusse                                 | Sophie, Pcesse de Prusse                                 | Sophie, Pcesse de Prusse                         | Sophie, Pcesse de Prusse                         | Sophie, Pcesse de Prusse                         | Sophie, Pcesse de Prusse                         |                                                                  |                                                                  |                                                                  |                                                                  |                                                                  |                                                                  |                                        |                                        |                                        |                                        | Guillaume II, Roi de Prusse et Empereur allemand ∞ Augusta-Victoria, Pcesse de Schleswig-Holstein | Guillaume II, Roi de Prusse et Empereur allemand ∞ Augusta-Victoria, Pcesse de Schleswig-Holstein | Guillaume II, Roi de Prusse et Empereur allemand ∞ Augusta-Victoria, Pcesse de Schleswig-Holstein | Guillaume II, Roi de Prusse et Empereur allemand ∞ Augusta-Victoria, Pcesse de Schleswig-Holstein | Guillaume II, Roi de Prusse et Empereur allemand ∞ Augusta-Victoria, Pcesse de Schleswig-Holstein | Guillaume II, Roi de Prusse et Empereur allemand ∞ Augusta-Victoria, Pcesse de Schleswig-Holstein |  |  |                                                                  |                                                                  |                                                                  |                                                                  |                                                                  |                                                                  |  |  |  |  |  |  |  |  |  |  |  |  |  |  |  |  |  |  |  |  |  |  |  |  |  |  |  |  |  |  |  |  |  |  |  |  |  |  |  |  |  |  |  |  |  |  |  |  |  |  |  |  |  |  |  |  |  |  |  |  |  |  |  |  |
|  |  |  |  |  |  |  |  |  |  | Constantin Ier, Roi des Hellènes                         | Constantin Ier, Roi des Hellènes                         | Constantin Ier, Roi des Hellènes                         | Constantin Ier, Roi des Hellènes                         | Constantin Ier, Roi des Hellènes                         | Constantin Ier, Roi des Hellènes                         |                                                          |                                                          | Sophie, Pcesse de Prusse                                 | Sophie, Pcesse de Prusse                                 | Sophie, Pcesse de Prusse                         | Sophie, Pcesse de Prusse                         | Sophie, Pcesse de Prusse                         | Sophie, Pcesse de Prusse                         |                                                                  |                                                                  |                                                                  |                                                                  |                                                                  |                                                                  |                                        |                                        |                                        |                                        | Guillaume II, Roi de Prusse et Empereur allemand ∞ Augusta-Victoria, Pcesse de Schleswig-Holstein | Guillaume II, Roi de Prusse et Empereur allemand ∞ Augusta-Victoria, Pcesse de Schleswig-Holstein | Guillaume II, Roi de Prusse et Empereur allemand ∞ Augusta-Victoria, Pcesse de Schleswig-Holstein | Guillaume II, Roi de Prusse et Empereur allemand ∞ Augusta-Victoria, Pcesse de Schleswig-Holstein | Guillaume II, Roi de Prusse et Empereur allemand ∞ Augusta-Victoria, Pcesse de Schleswig-Holstein | Guillaume II, Roi de Prusse et Empereur allemand ∞ Augusta-Victoria, Pcesse de Schleswig-Holstein |  |  |                                                                  |                                                                  |                                                                  |                                                                  |                                                                  |                                                                  |  |  |  |  |  |  |  |  |  |  |  |  |  |  |  |  |  |  |  |  |  |  |  |  |  |  |  |  |  |  |  |  |  |  |  |  |  |  |  |  |  |  |  |  |  |  |  |  |  |  |  |  |  |  |  |  |  |  |  |  |  |  |  |  |
|  |  |  |  |  |  |  |  |  |  |                                                          |                                                          |                                                          |                                                          |                                                          |                                                          |                                                          |                                                          |                                                          |                                                          |                                                  |                                                  |                                                  |                                                  |                                                                  |                                                                  |                                                                  |                                                                  |                                                                  |                                                                  |                                        |                                        |                                        |                                        |                                                                                                   |                                                                                                   |                                                                                                   |                                                                                                   |                                                                                                   |                                                                                                   |  |  |                                                                  |                                                                  |                                                                  |                                                                  |                                                                  |                                                                  |  |  |  |  |  |  |  |  |  |  |  |  |  |  |  |  |  |  |  |  |  |  |  |  |  |  |  |  |  |  |  |  |  |  |  |  |  |  |  |  |  |  |  |  |  |  |  |  |  |  |  |  |  |  |  |  |  |  |  |  |  |  |  |  |
|  |  |  |  |  |  |  |  |  |  |                                                          |                                                          |                                                          |                                                          |                                                          |                                                          |                                                          |                                                          |                                                          |                                                          |                                                  |                                                  |                                                  |                                                  |                                                                  |                                                                  |                                                                  |                                                                  |                                                                  |                                                                  |                                        |                                        |                                        |                                        | Victoria-Louise, Pcesse de Prusse                                                                 | Victoria-Louise, Pcesse de Prusse                                                                 | Victoria-Louise, Pcesse de Prusse                                                                 | Victoria-Louise, Pcesse de Prusse                                                                 | Victoria-Louise, Pcesse de Prusse                                                                 | Victoria-Louise, Pcesse de Prusse                                                                 |  |  | Ernest-Auguste, Duc de Brunswick                                 | Ernest-Auguste, Duc de Brunswick                                 | Ernest-Auguste, Duc de Brunswick                                 | Ernest-Auguste, Duc de Brunswick                                 | Ernest-Auguste, Duc de Brunswick                                 | Ernest-Auguste, Duc de Brunswick                                 |  |  |  |  |  |  |  |  |  |  |  |  |  |  |  |  |  |  |  |  |  |  |  |  |  |  |  |  |  |  |  |  |  |  |  |  |  |  |  |  |  |  |  |  |  |  |  |  |  |  |  |  |  |  |  |  |  |  |  |  |  |  |  |  |
|  |  |  |  |  |  |  |  |  |  |                                                          |                                                          |                                                          |                                                          |                                                          |                                                          |                                                          |                                                          |                                                          |                                                          |                                                  |                                                  |                                                  |                                                  |                                                                  |                                                                  |                                                                  |                                                                  |                                                                  |                                                                  |                                        |                                        |                                        |                                        | Victoria-Louise, Pcesse de Prusse                                                                 | Victoria-Louise, Pcesse de Prusse                                                                 | Victoria-Louise, Pcesse de Prusse                                                                 | Victoria-Louise, Pcesse de Prusse                                                                 | Victoria-Louise, Pcesse de Prusse                                                                 | Victoria-Louise, Pcesse de Prusse                                                                 |  |  | Ernest-Auguste, Duc de Brunswick                                 | Ernest-Auguste, Duc de Brunswick                                 | Ernest-Auguste, Duc de Brunswick                                 | Ernest-Auguste, Duc de Brunswick                                 | Ernest-Auguste, Duc de Brunswick                                 | Ernest-Auguste, Duc de Brunswick                                 |  |  |  |  |  |  |  |  |  |  |  |  |  |  |  |  |  |  |  |  |  |  |  |  |  |  |  |  |  |  |  |  |  |  |  |  |  |  |  |  |  |  |  |  |  |  |  |  |  |  |  |  |  |  |  |  |  |  |  |  |  |  |  |  |
|  |  |  |  |  |  |  |  |  |  |                                                          |                                                          |                                                          |                                                          |                                                          |                                                          |                                                          |                                                          |                                                          |                                                          |                                                  |                                                  |                                                  |                                                  |                                                                  |                                                                  |                                                                  |                                                                  |                                                                  |                                                                  |                                        |                                        |                                        |                                        |                                                                                                   |                                                                                                   |                                                                                                   |                                                                                                   |                                                                                                   |                                                                                                   |  |  |                                                                  |                                                                  |                                                                  |                                                                  |                                                                  |                                                                  |  |  |  |  |  |  |  |  |  |  |  |  |  |  |  |  |  |  |  |  |  |  |  |  |  |  |  |  |  |  |  |  |  |  |  |  |  |  |  |  |  |  |  |  |  |  |  |  |  |  |  |  |  |  |  |  |  |  |  |  |  |  |  |  |
|  |  |  |  |  |  |  |  |  |  |                                                          |                                                          |                                                          |                                                          |                                                          |                                                          |                                                          |                                                          |                                                          |                                                          |                                                  |                                                  |                                                  |                                                  |                                                                  |                                                                  |                                                                  |                                                                  |                                                                  |                                                                  |                                        |                                        |                                        |                                        |                                                                                                   |                                                                                                   |                                                                                                   |                                                                                                   |                                                                                                   |                                                                                                   |  |  |                                                                  |                                                                  |                                                                  |                                                                  |                                                                  |                                                                  |  |  |  |  |  |  |  |  |  |  |  |  |  |  |  |  |  |  |  |  |  |  |  |  |  |  |  |  |  |  |  |  |  |  |  |  |  |  |  |  |  |  |  |  |  |  |  |  |  |  |  |  |  |  |  |  |  |  |  |  |  |  |  |  |
|  |  |  |  |  |  |  |  |  |  |                                                          |                                                          |                                                          |                                                          |                                                          |                                                          |                                                          |                                                          |                                                          |                                                          | Paul Ier, Roi des Hellènes                       | Paul Ier, Roi des Hellènes                       | Paul Ier, Roi des Hellènes                       | Paul Ier, Roi des Hellènes                       | Paul Ier, Roi des Hellènes                                       | Paul Ier, Roi des Hellènes                                       |                                                                  |                                                                  | Frederika, Pcesse de Hanovre                                     | Frederika, Pcesse de Hanovre                                     | Frederika, Pcesse de Hanovre           | Frederika, Pcesse de Hanovre           | Frederika, Pcesse de Hanovre           | Frederika, Pcesse de Hanovre           |                                                                                                   |                                                                                                   |                                                                                                   |                                                                                                   |                                                                                                   |                                                                                                   |  |  |                                                                  |                                                                  |                                                                  |                                                                  |                                                                  |                                                                  |  |  |  |  |  |  |  |  |  |  |  |  |  |  |  |  |  |  |  |  |  |  |  |  |  |  |  |  |  |  |  |  |  |  |  |  |  |  |  |  |  |  |  |  |  |  |  |  |  |  |  |  |  |  |  |  |  |  |  |  |  |  |  |  |
|  |  |  |  |  |  |  |  |  |  |                                                          |                                                          |                                                          |                                                          |                                                          |                                                          |                                                          |                                                          |                                                          |                                                          | Paul Ier, Roi des Hellènes                       | Paul Ier, Roi des Hellènes                       | Paul Ier, Roi des Hellènes                       | Paul Ier, Roi des Hellènes                       | Paul Ier, Roi des Hellènes                                       | Paul Ier, Roi des Hellènes                                       |                                                                  |                                                                  | Frederika, Pcesse de Hanovre                                     | Frederika, Pcesse de Hanovre                                     | Frederika, Pcesse de Hanovre           | Frederika, Pcesse de Hanovre           | Frederika, Pcesse de Hanovre           | Frederika, Pcesse de Hanovre           |                                                                                                   |                                                                                                   |                                                                                                   |                                                                                                   |                                                                                                   |                                                                                                   |  |  |                                                                  |                                                                  |                                                                  |                                                                  |                                                                  |                                                                  |  |  |  |  |  |  |  |  |  |  |  |  |  |  |  |  |  |  |  |  |  |  |  |  |  |  |  |  |  |  |  |  |  |  |  |  |  |  |  |  |  |  |  |  |  |  |  |  |  |  |  |  |  |  |  |  |  |  |  |  |  |  |  |  |
|  |  |  |  |  |  |  |  |  |  |                                                          |                                                          |                                                          |                                                          |                                                          |                                                          |                                                          |                                                          |                                                          |                                                          |                                                  |                                                  |                                                  |                                                  |                                                                  |                                                                  |                                                                  |                                                                  |                                                                  |                                                                  |                                        |                                        |                                        |                                        |                                                                                                   |                                                                                                   |                                                                                                   |                                                                                                   |                                                                                                   |                                                                                                   |  |  |                                                                  |                                                                  |                                                                  |                                                                  |                                                                  |                                                                  |  |  |  |  |  |  |  |  |  |  |  |  |  |  |  |  |  |  |  |  |  |  |  |  |  |  |  |  |  |  |  |  |  |  |  |  |  |  |  |  |  |  |  |  |  |  |  |  |  |  |  |  |  |  |  |  |  |  |  |  |  |  |  |  |
|  |  |  |  |  |  |  |  |  |  |                                                          |                                                          |                                                          |                                                          |                                                          |                                                          |                                                          |                                                          |                                                          |                                                          |                                                  |                                                  |                                                  |                                                  |                                                                  |                                                                  |                                                                  |                                                                  |                                                                  |                                                                  |                                        |                                        |                                        |                                        |                                                                                                   |                                                                                                   |                                                                                                   |                                                                                                   |                                                                                                   |                                                                                                   |  |  |                                                                  |                                                                  |                                                                  |                                                                  |                                                                  |                                                                  |  |  |  |  |  |  |  |  |  |  |  |  |  |  |  |  |  |  |  |  |  |  |  |  |  |  |  |  |  |  |  |  |  |  |  |  |  |  |  |  |  |  |  |  |  |  |  |  |  |  |  |  |  |  |  |  |  |  |  |  |  |  |  |  |
|  |  |  |  |  |  |  |  |  |  |                                                          |                                                          |                                                          |                                                          | Sophie, Pcesse de Grèce ∞ Juan Carlos Ier, Roi d'Espagne | Sophie, Pcesse de Grèce ∞ Juan Carlos Ier, Roi d'Espagne | Sophie, Pcesse de Grèce ∞ Juan Carlos Ier, Roi d'Espagne | Sophie, Pcesse de Grèce ∞ Juan Carlos Ier, Roi d'Espagne | Sophie, Pcesse de Grèce ∞ Juan Carlos Ier, Roi d'Espagne | Sophie, Pcesse de Grèce ∞ Juan Carlos Ier, Roi d'Espagne |                                                  |                                                  |                                                  |                                                  | Constantin II, Roi des Hellènes ∞ Anne-Marie, Pcesse de Danemark | Constantin II, Roi des Hellènes ∞ Anne-Marie, Pcesse de Danemark | Constantin II, Roi des Hellènes ∞ Anne-Marie, Pcesse de Danemark | Constantin II, Roi des Hellènes ∞ Anne-Marie, Pcesse de Danemark | Constantin II, Roi des Hellènes ∞ Anne-Marie, Pcesse de Danemark | Constantin II, Roi des Hellènes ∞ Anne-Marie, Pcesse de Danemark |                                        |                                        |                                        |                                        | Irène, Pcesse de Grèce                                                                            | Irène, Pcesse de Grèce                                                                            | Irène, Pcesse de Grèce                                                                            | Irène, Pcesse de Grèce                                                                            | Irène, Pcesse de Grèce                                                                            | Irène, Pcesse de Grèce                                                                            |  |  |                                                                  |                                                                  |                                                                  |                                                                  |                                                                  |                                                                  |  |  |  |  |  |  |  |  |  |  |  |  |  |  |  |  |  |  |  |  |  |  |  |  |  |  |  |  |  |  |  |  |  |  |  |  |  |  |  |  |  |  |  |  |  |  |  |  |  |  |  |  |  |  |  |  |  |  |  |  |  |  |  |  |

## Dans la culture populaire

### Photographie
Une photographie du mariage princier prise par Nelly's et publiée par le journal Proia le lendemain des noces a été exposée à La Canée, en 2024, dans le cadre d'une rétrospective consacrée à l'artiste grecque.

### Philatélie
En 1938, une série de timbres commémoratifs à l'effigie de Paul et de Frederika est émise par la Poste grecque à l'occasion de leur mariage.

### Phaléristique
Une médaille commémorative en argent à l'effigie de Paul et Frederika est frappée à l'issue de leur mariage, en 1938.

### Littérature
Secrétaire à la légation de France à Athènes en 1938, l'écrivain Roger Peyrefitte évoque longuement le mariage de Paul et de Frederika dans son roman Les Ambassades (1951).

### Documentaires
En 1993, le journaliste français Frédéric Mitterrand consacre le dernier épisode de sa série documentaire intitulée Les Amants du siècle à la relation de Paul de Grèce et de Frederika de Hanovre.
En 2020, l'historienne grecque Léna Diváni consacre le troisième épisode de sa série documentaire Les couples qui ont écrit l'histoire (en grec moderne : Ζευγάρια που έγραψαν ιστορία Πηγή) aux deux époux.

### Mémoires et correspondance des participants au mariage
- (en) Queen Frederica of the Hellenes, A Measure of Understanding, Londres, MacMillan, 1971, 270 p. (ISBN 0333124545).
- (en) John O. Iatrides, Ambassador MacVeagh Reports : Greece, 1933-1947, Princeton, Princeton University Press, 2014, 786 p. (ISBN 9781400855483), p. 116-123.
- (en) H.R.H. Viktoria Luise of Prussia, The Kaiser's Daughter, Englewood, Prentice-Hall, 1977, 276 p. (ISBN 0135146534).
- Alexandra de Yougoslavie, Pour l'amour de mon roi, Paris, Gallimard, coll. « L'air du temps », 1957, 316 p. (OCLC 491691535).

### Sur le mariage princier
- (es) Carmen Enríquez, « El gran amor de Pablo y Federica », dans Sofía : Nuestra reina, Madrid, Aguilar, 2018, 400 p. (ISBN 8403519206), p. 205-208.
- (en) Michael of Greece, Arturo E. Beéche et Helen Hemis-Markesinis, The Royal Hellenic dynasty, East Richmond Heights, Eurohistory, 2007, 182 p. (ISBN 978-0-9771961-5-9 et 0-9771961-5-1), p. 156-163.
- (en) David Horbury, « To be Remembered for a Lifetime : The Marriage of Crown Prince Paul of Greece & Princess Frederica of Hannover », Royalty Digest - A Journal of Record, vol. IX, no 105,‎ mars 2000, p. 272-277 (ISSN 0967-5744).
- (es) Ricardo Mateos Sáinz de Medrano, « La boda de Pablo de Grecia y Federica de Hannover », dans La Familia de la Reina Sofía : La Dinastía griega, la Casa de Hannover y los reales primos de Europa, Madrid, La Esfera de los Libros, 2004, 573 p. (ISBN 978-84-9734-195-0), p. 99-108.

### Sur les époux
- (en) Stelio Hourmouzios, No Ordinary Crown : A Biography of King Paul of the Hellenes, Londres, Weidenfeld & N, 1972, 375 p. (ISBN 0-297-99408-5).
- Frédéric Mitterrand, « Frédérika et Paul de Grèce », dans Les Amants du siècle, Paris, Plume Éditions, 1996, 160 p. (ISBN 2841100383).
- (es) Inge Santner, Federica de Grecia : una reina de nuestros días, Barcelone, Juventud, 1959, 222 p. (présentation en ligne).

### Sur la famille royale de Grèce
- (es) Eva Celada, Irene de Grecia : la princesa rebelde, Barcelone, Plaza & Janés, 2007, 274 p. (ISBN 978-84-01-30545-0 et 84-01-30545-4).
- (en) Arthur Stanley Gould Lee, The Royal House of Greece, Londres, Ward Lock, 1948, 296 p. (lire en ligne).
- Bertrand Meyer-Stabley, Juan Carlos et Sophie : portrait d'une famille royale, Paris, Payot, 2004, 269 p. (ISBN 978-2-2288-9879-9).
- (en) Alan Palmer et Michael of Greece, The Royal House of Greece, Londres, Weidenfeld Nicolson Illustrated, 1990, 127 p. (ISBN 0297830600).
- (en) Nicholas Tantzos, H.M. Konstantine XIII : King of the Hellenes, New York, Atlantic International Publications, 1990, 264 p. (ISBN 0-938311-12-3).
- (en) John Van der Kiste, Kings of the Hellenes : The Greek Kings, 1863-1974, Stroud, Sutton Publishing, 1994, 200 p. (ISBN 0-7509-2147-1).
- Suzanne Varga, Sophie d'Espagne : une grande reine d'aujourd'hui, Paris, Pygmalion, 2015, 446 p. (ISBN 978-2-7564-1430-0).

### Vidéos du mariage
- (en) « Wedding of Prince Paul of Greece (1938) », sur British Pathé, 13 janvier 1938 (consulté le 28 novembre 2024).
- (en) « Greece: Enlargement [sic] and Wedding of Crown Prince Paul to Princess Fredxrika [sic] and their Silver Wedding Anniversary" (1963) », sur British Pathé, 1er juillet 1963 (consulté le 26 décembre 2024).
- (en) « The wedding of Princess Frederica of Hanover and the Heir to the Greek Throne, Paul, at the Athens Cathedral. », sur Europeana, 1963 (consulté le 26 décembre 2024).

### Articles de presse
- (el) « Γάμος διαδόχου Παύλου – Φρειδερίκης » [« Mariage du prince héritier Paul et de Frederika »], I Kathimeriní,‎ 10 janvier 1938 (lire en ligne).
- (en) « The Camera Overseas: Europe's Royalty Gathers at Athens for the Wedding of Crown Prince Paul and Hanoverian Princess Frederika », Life,‎ 31 janvier 1938, p. 54-55 (lire en ligne).

### Sites consacrés aux familles royales
- (en) « 80th Anniversary of Greek Royal Wedding », sur About Royalty, 10 janvier 2018 (consulté le 28 novembre 2024).
- (en) « 85 Years ago today - the wedding of Princess Friederike of Hanover & Crown Prince Paul of the Hellenes », sur Royal Musings, 9 janvier 2023 (consulté le 30 novembre 2024).
- (es) « Grecia: Boda de los Reyes Pablo y Federica », sur Casas y Familias Reales (consulté le 28 novembre 2024).
- (en) « Wedding of Crown Prince Paul of Greece and Princess Frederica of Hanover, 1938 », sur The Royal Watcher, 9 janvier 2017 (consulté le 29 novembre 2024).
- (el) Andréas Méngos, « Βασιλικοί Γάμοι στην Ελλάδα: Διάδοχος Παύλος & πριγκίπισσα Φρειδερίκη » [« Mariages royaux en Grèce : le prince héritier Paul et la princesse Frederika »], sur The Royal Chronicles,‎ 9 janvier 2018 (consulté le 5 décembre 2024).
- (el) Tépi Pistofídou, « Παύλος και Φρειδερίκη, το χρονικό της γνωριμίας τους και η τελετή των γάμων τους » [« Paul et Frederika, la chronique de leur rencontre et la cérémonie de leur mariage »], sur The Royal Chronicles,‎ 9 janvier 2015 (consulté le 5 décembre 2024).